# Reserva de la biosfera de Urdaibai

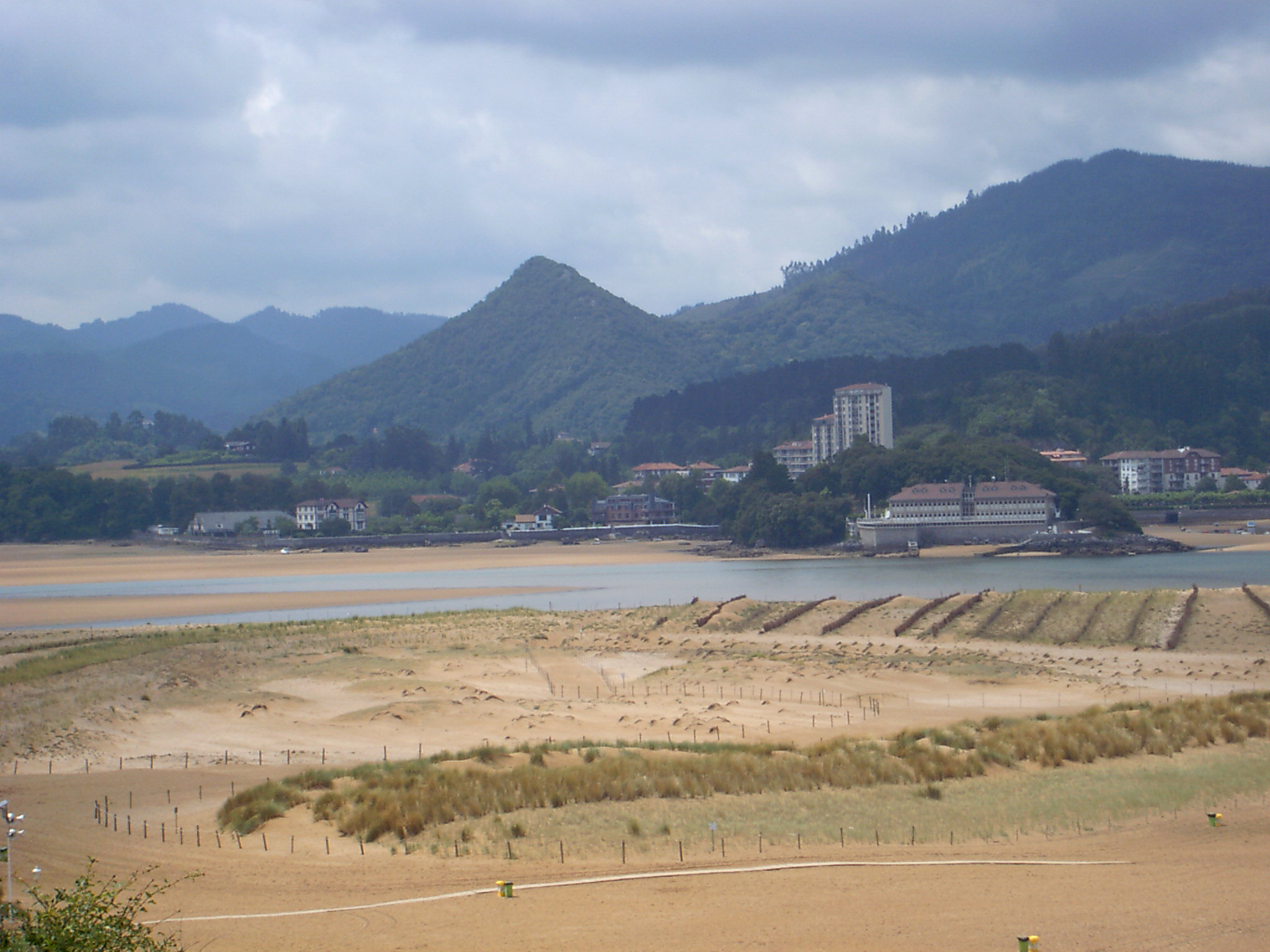
Paisaje de Urdaibai cercano a Pedernales.

El estuario de Urdaibai es un área natural formada en la desembocadura del río Oca, en la comarca vizcaína de Busturialdea, en el País Vasco, España. Ocupa una superficie de 220 km² y cuenta con una gran riqueza ecológica que le ha servido para ser calificada como reserva de la biosfera por el comité  MaB de la Unesco en 1984, recibiendo el nombre de Reserva de la biosfera de Urdaibai. También se le conoce como estuario de Mundaca o de Guernica. 
Es, atendiendo a su extensión y grado de conservación, el humedal más importante del País Vasco y una relevante área de reposo e invernada para las aves migratorias. Por este motivo, así como por su interés natural, científico, educativo, cultural, recreativo y socioeconómico, se aprobó el 6 de julio de 1986 la ley que regula el uso y la protección del área, declarándola Reserva de la Biosfera. Esta ley contempla medidas destinadas al desarrollo sostenible del territorio.
La importancia ornitológica de esta reserva ha servido para que se la declarase en 1994 Zona de Especial Protección para las Aves (ZEPA), quedando así integrada en la Red Natura 2000. Está incluida en la relación de Humedales de importancia internacional del Convenio Ramsar por decisión del Consejo de Ministros en 1992. El proyecto de mejora ambiental promovido por la Dirección de Biodiversidad y Participación Ambiental del Gobierno vasco ejecutado entre los años 2008 y 2009, ha dado lugar a un centro de estudios ornitológicos y conservación del medio ambiente, llamado Urdaibai Bird Center, que es visitable y desde el cual se puede apreciar la diversidad ornitológica de la zona.

## Descripción
El río Oca nace en la ladera norte del monte Oiz (1036 m de altitud) y recorre el valle que lleva su nombre y en el que se encuentra la villa de Guernica. El escaso recorrido del Oca termina en una ría de 12 km de longitud. Desde Guernica hasta su desembocadura en el mar Cantábrico, el Oca forma un estuario con amplios arenales. Su cuenca hidrográfica está formada por pequeños arroyos irregulares de régimen torrencial que forman estrechos valles cubiertos de bosque cantábrico con abundancia de encinas cantábricas y robles. La costa es abrupta, con altos acantilados y algunas islas e islotes, entre los que destaca la isla de Ízaro. La intervención humana es alta y antigua, hay vestigios de ocupación desde la prehistoria. Esta se ha realizado mediante un sistema agrario que ha permitido la creación de un paisaje diverso que combina el desarrollo natural con cultivos, pastizales y plantaciones forestales. Esto ha posibilitado un grado de conservación medioambiental que se ha mantenido muy aceptablemente, lo que ha dado lugar a que en esta área, que se extiende desde las islas y acantilados de la costa por los arenales del estuario hasta las alturas del Oiz, se concentre la mayor diversidad de paisajes de la comunidad autónoma de Euskadi y una gran variedad de fauna, en especial aves.
Los yacimientos prehistóricos, como la cueva de Santimamiñe, son testigos de la presencia humana desde tiempos prehistóricos, que queda confirmada por la necrópolis de Forua, en donde se hallan enterramientos continuados desde la ocupación romana hasta el siglo XIX. La presencia del hombre ha intervenido activamente en la formación del paisaje actual, ya sea por la ocupación típicamente rural, plasmada en el caserío, o por la creación de entidades urbanas, como las villas. 
La ley de Protección y Ordenación de la Reserva de la biosfera de Urdaibai define cuatro áreas de protección:
- Área de la ría.
- Área del litoral.
- Área de encinares cantábricos
- Área de interés arqueológico.

En lo físico se distinguen claramente tres zonas diferentes: la montaña, las vegas y marismas, y la costa con sus cantiles, puertos, playas y playazos.
La reserva de la biosfera ocupa una superficie de 22 452,38 ha que representan el 10% del territorio de Vizcaya. De esta superficie, 943 ha, un 4,2%, es el humedal constituido por la ría, el cual está incluido en el Convenio Ramsar.

### Situación y comunicaciones
Se sitúa a orillas del Golfo de Vizcaya en la costa cantábrica, entre las coordenadas 43°12′ y 43°28′ de latitud N y los 2.º 33’ O y 2°46′ O de longitud. Ubicada en el corazón de la comarca de Busturialdea, está en el centro norte de la provincia.
Los principales núcleos de población son los municipios de Bermeo, Guernica y Luno y Mundaca. Hay también algunos pequeños núcleos rurales diseminados por toda el área.
Las comunicaciones están basadas en la red de carreteras y en una línea de ferrocarril de vía estrecha. La carretera principal es la BI-635, que une Guernica con Amorebieta, punto en el que enlaza con el eje Bilbao-San Sebastián, que se conforma con la autopista AP-8 y la carretera nacional N-634. De Guernica, parten la BI-2235 hacia Bermeo por la margen izquierda de la ría y la BI-2238 por la derecha hacia Lequeitio. Esta zona se cubre con la BI-3238 y otras pequeñas carreteras como la BI-3234, que recorre toda la costa de la ría hasta Elanchove. De Bermeo parte la BI-631 que comunica con Munguía. 
La línea de ferrocarril de vía estrecha de la compañía EuskoTren une Amorebieta con Bermeo y allí conecta con la línea San Sebastián—Bilbao.
El puerto de Bermeo es un importante puerto pesquero, de los más relevantes de la costa norte peninsular, y mantiene alguna actividad mercante después de su ampliación, pero la proximidad del puerto de Bilbao hace que la misma sea muy limitada.
Mapas

Ubicación en Vizcaya de la Reserva de la Biosfera de Urdaibai.
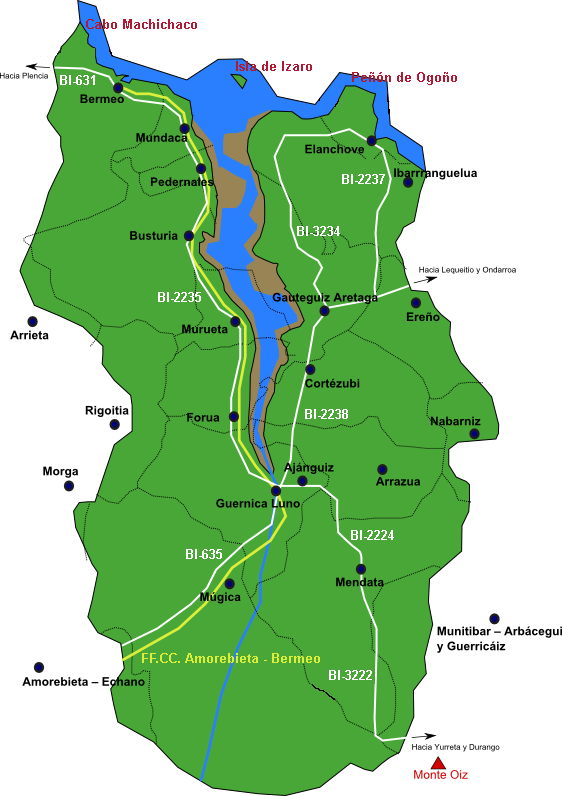
Reserva de la Biosfera de Urdaibai.
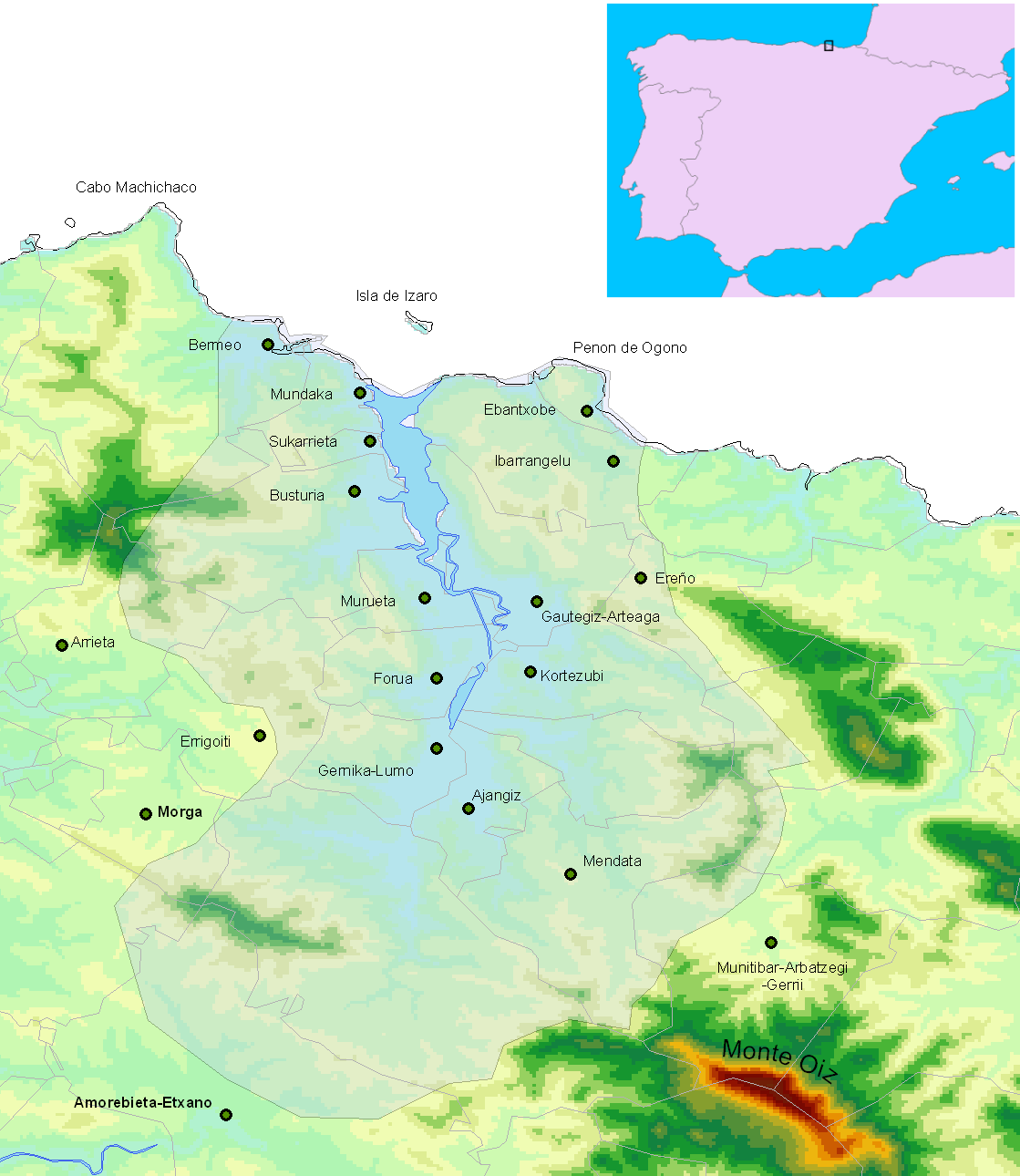
Mapa físico.

### Límites y territorios
Ocupa una superficie de 230 km², con una longitud de unos 20 km y una anchura máxima de 12 km, lo que viene a suponer un 10% del territorio vizcaíno. La reserva se extiende por el territorio de 22 municipios diferentes, 12 de los cuales están incluidos totalmente en ella. Los municipios incluidos totalmente son: Mundaca, Pedernales, Busturia, Murueta, Forua, Guernica y Luno, Ajanguiz, Mendata, Arrazua, Cortézubi, Gautéguiz de Arteaga y Elanchove; y parcialmente: Múgica, Ibarranguelua, Bermeo, Nabarniz, Ereño, Arrieta, Rigoitia, Morga, Amorebieta-Echano y Arbácegui y Guerricaiz que van desde la integración casi plena de los primeros hasta menos de un tercio de su territorio en el caso de los últimos.
El territorio está definido por la cuenca hidrográfica del Oca, que se complementa con las de los ríos Mape, Artigas y Laga. Su límite recorre la divisoria de aguas entre estas cuencas y las vecinas, de los ríos Estepona y Butrón por el oeste, el Lea y el Ea por el este y el  Ibaizabal por el sur. En la costa, que queda al norte, el límite oeste se ubica en el Cabo Machichaco, cerca de Bermeo, y el este en Punta de Arboliz en Ibarranguelu, muy cerca de Elantxobe. La isla de Ízaro marca el límite marítimo. Cerca de la reserva se halla el Biotopo Protegido de Gaztelugatxe, situado alrededor de San Juan de Gaztelugatxe, en Bermeo.
La divisoria de aguas está jalonada por las cumbres Burgoa (452 m), Garbola (481 m), Truende (420 m), Sollube (686 m), Curzegana (442 m),  Sestretxa (335 m), Arriaga (352 m), Maiaga (398 m), Otsolarre (272 m), Bizkargi (564 m), Urremendi (270 m), Torreburu (320 m), Goroño (801 m) y Astoagana (804 m), Donesolo (547 m) y Kanpona (504 m),  Elbitzuaga (469 m), Arrola (532 m), Sarada (669 m), Motrollo (592 m), Krabeliñacha (572 m) y Geranda (420 m) para ir al mar por Arboliz Punta. En Astoagana (804 m) se da la mayor altura del parque. Esta punta es una subcumbre del Oiz, cuya cumbre principal se alza 2 km más al oeste pero quedando fuera de la cuenca del Oka.

### Clima
El área de Urdaibai se encuentra integrada, como toda Vizcaya, en la franja climática que corresponde a la vertiente atlántica, la cual posee un clima atlántico mesotérmico, templado y húmedo, regulado por el mar, sin temperaturas extremas (oscilan entre una media invernal de 9 °C y los 19 °C de media estival) y con heladas limitadas. El régimen de precipitaciones es alto (con una media anual de 1200 mm), repartido bastante uniformemente a lo largo de todo el año. Estas precipitaciones se manifiestan normalmente en forma de lluvia. Según la clasificación climática de Köppen es un clima templado-húmedo sin estación seca.

#### Temperatura
La influencia del mar hace que las temperaturas medias sean moderadas durante todo el año. Oscilan entre los 20 °C de agosto a los 8 °C de febrero. La temperatura media anual se encuentra entre los 13 y 14 °C y la amplitud térmica es de 12,1 °C.
En invierno, al retirarse el anticiclón de las Azores hacia el sur, se produce la entrada de vientos fríos que hacen predominar las precipitaciones alternadas con periodos de cielos despejados. La temperatura media más baja se produce en febrero con 8,1 °C mientras que las absolutas más bajas se dan en los meses de diciembre y enero llegándose a registrar picos de -7,9 °C.
En verano se da una temperatura media de 19 °C. El mes más caluroso suele ser el de agosto, con temperatura media de 20,2 °C y máximas que llegan a 41 °C. En primavera y el otoño se mantienen unas temperaturas moderadas.

#### Precipitaciones
Las precipitaciones en el área del Urdaibai son abundantes y se producen, normalmente, en forma de lluvia. El granizo y la nieve no suelen ser frecuentes. La precipitación anual media es de 1200 mm y el periodo más lluvioso corresponde a los meses de noviembre y diciembre, en los que se recogen unos 153 mm de precipitación media mensual. En el mes de abril se llegan a recoger 124,7 mm. En verano se produce el periodo menos lluvioso, con una media de 42 mm (en ningún mes se registra menos de 30 mm de precipitaciones). En los días de lluvia al año se registran entre los 150 mm y los 200 mm.
Las abundantes precipitaciones (1300-1500 mm) están asociadas a los frentes ciclónicos que recorren la cornisa cantábrica de oeste a este.
La humedad relativa oscila entre el 80 y el 70%. El periodo más húmedo corresponde a los meses de otoño e invierno, mientras que el menos húmedo es el correspondiente al de primavera y verano. El tiempo medio de insolación anual es de 1.7750 horas.

#### Régimen de vientos
Urdaibai, como el resto de la costa vasca, mantiene un régimen de vientos de dirección oeste. Esta componente direccional se ve afectada por vientos y brisas locales de componente norte que dan como resultado una componente de noroeste.
En invierno soplan vientos de componente norte con velocidades medias que oscilan sobre los 4 m/s y máximas que llegan a 11 m/s. En primavera y verano la componente dominante es la del estesudeste con una velocidad media que oscila entre 1 y 2 m/s con máximos de hasta 7 m/s.
En los días despejados en la zona del litoral se produce un fenómeno relevante debido a las diferencias de temperatura entre la superficie de la tierra y la del mar.
Durante el día la tierra adquiere mayor temperatura que el mar. Esto hace que el aire que está sobre la misma se caliente y ascienda creando una corriente de aire fresco procedente de la costa, lo que forma un flujo de componente norte sur. Este viento se denomina brisa marina y se suele producir desde las 11:00 horas hasta las 00:00 horas con velocidades de en torno a los 6 m/s.
Durante la noche el fenómeno se invierte. La tierra se enfría más rápidamente que el mar y se crea una corriente de aire entre la tierra y el mar, es decir, en dirección sur norte. Este viento se denomina brisa de tierra y se da entre media noche y las 11:00 horas con una velocidad que oscila sobre los 2 m/s.

### Paisajes
El paisaje general está dominado por el mar, la montaña y los arenales. El Oka, que rompe con la orientación predominante de los ríos del territorio, corre en dirección norte y está rodeado de montañas de escasa altitud, alineadas según el llamado Arco Plegado Vasco, de tal forma que los límites sur, este y oeste están formados por las cumbres que definen la cuenca, mientras que el mar Cantábrico se sitúa al norte.

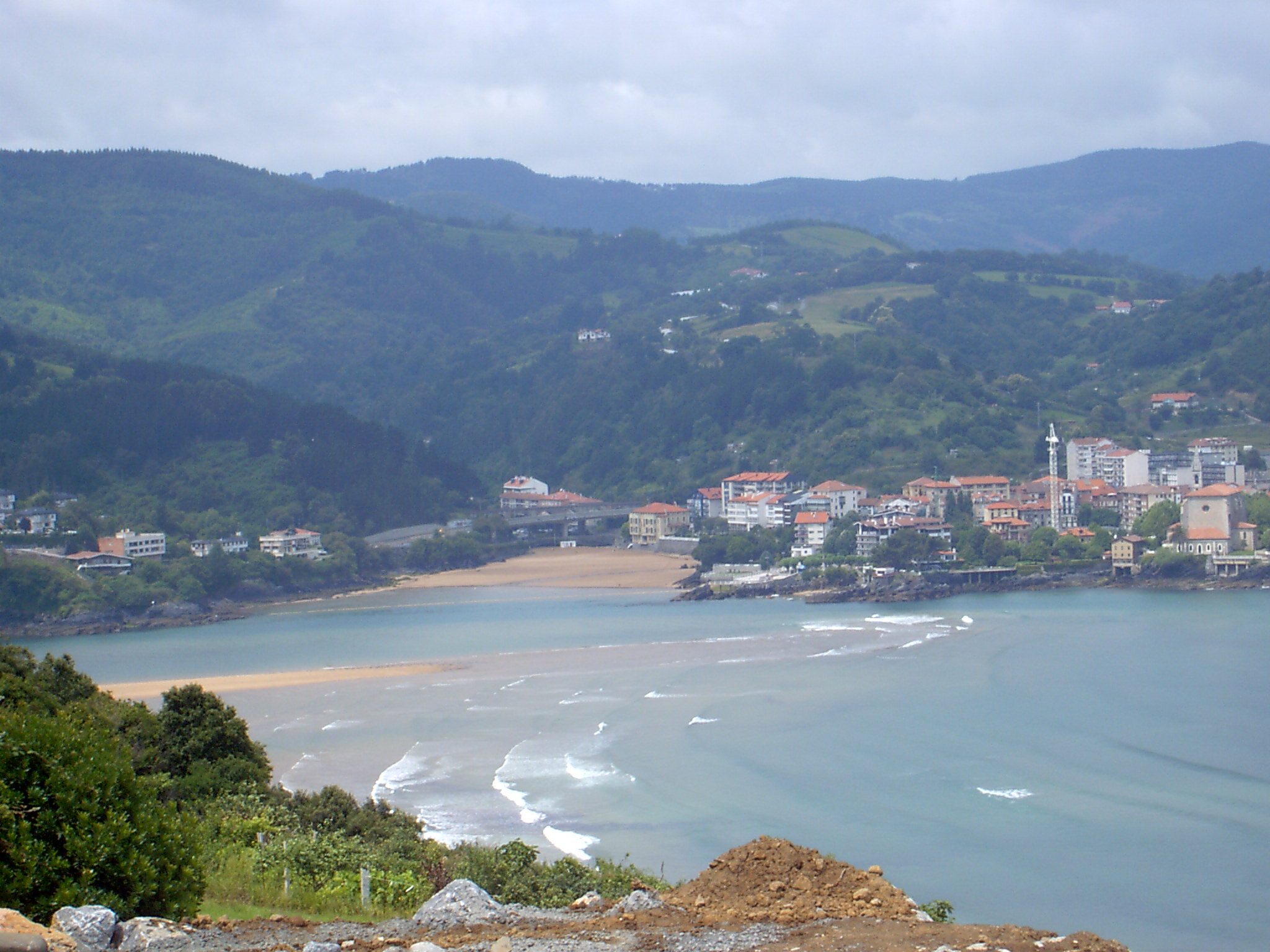
Vista general de Mundaca.

El Oca, que pronto se convierte en ría, pasa a discurrir entre arenales fruto de sus propios sedimentos, que van formando marismas que se inundan con las mareas. En esta ría recibe al Mape. Los ríos Artigas y Laga van directamente al mar, el primero a la izquierda de la bahía formando un pequeño valle entre el monte Sollube, donde nace, y Bermeo. El segundo a la derecha recorre el valle a los pies del Ereño y desemboca en la playa de Laga al lado del peñón de Ogoño.
La ría
El área de la ría está incluida dentro de los humedales de Ramsar; la superficie del humedal incluida en Ramsar es de 943 ha, lo que representa el 4,2% del total de la reserva de la biosfera. El aporte hídrico es la dinámica mareal. 
La zona de la ría es el corazón de la reserva de la biosfera al ser un área de descanso y alimentación de diferentes aves migratorias, en especial de las espátulas procedentes de Holanda. Junto a las Marismas  de Santoña es el humedal más relevante de la cornisa cantábrica y atlántica de la península ibérica. También bajo criterios botánicos tiene relevancia internacional.
En el interior, limitado por las montañas de escasos 900 m de altitud, y dominado por la pendiente de sus laderas, destacan las plantaciones forestales de pino de Monterrey destinadas a la explotación maderera. Hay algunos bosques residuales de vegetación autóctona donde predomina el roble; son relevantes los robledales de Elexalde y Oraldey y los bosque de galería que se forman sobre los ríos y arroyos. Hacia la costa el pino va cediendo espacio al eucalipto, fruto de las repoblaciones.
En el área central, se allana el suelo que se dedica a la agricultura, lo que forma una típica campiña atlántica. Este paisaje está sustentado por la explotación agrícola y ganadera, cuya actividad se manifiesta en los prados de pasto, realizada por una población dispersa de caseríos, a veces agrupados en pequeños barrios.
La ría del Oka se extiende entre una amplia explanada. Desde el barrio de Rentería, en Guernica, hasta el de Axpe, en Busturia, se ha realizado un canal de unos 5 km de longitud que se conoce con el nombre de Corte de la Ría. Esta obra ha permitido la desecación del terreno y su dedicación a labores agrícolas. Estas tierras así ganadas se denominan munas o pólderes. No solo se han realizado en la zona del canal, sino también en Ozollo y Anbeco (Gautéguiz de Arteaga) y en San Martín (Murueta), San Cristóbal y Axpe (Busturia). Los prados y pastizales de las munas son lugares destacados de acogida de aves durante el invierno.
Los espacios que no han sido desecados y convertidos en pólderes están ocupados por vegetación lacustre dominada por los carrizales de sauces y alisos; se pueden ver en Elexalde y el altozano de Gaitoka en terrenos de Forua y Cortézubi, en Gautéguiz de Arteaga y también en Murueta. Quedan restos de construcciones antiguas de molinos de marea como en Ozollo y Mallukitza, así como ferrerías.
En Murueta se encuentra integrada en el paisaje la chimenea de su antigua tejera. El astillero que se ubica allí no pasa desapercibido. Cerca del mismo se abren los arenales artificiales de San Cristóbal y Axpe y los juncales que dan paso a la extensa marisma, que es el lugar principal del hábitat de las aves y base de la riqueza del ecológica del Urdaibai.
Los montes
Las laderas de las montañas están cubiertas por bosques de encinas que se extienden hasta el mar. Por la derecha parte desde Aozar en Navárniz y llega hasta Atxarre y Ogoño, mientras que en el lado izquierdo ocupan Foruko Atxa, Atxa Punta y Apartola Haitza. A veces los encinares se rompen con robledales y castañares.
La naturaleza caliza del terreno permite que se haya desarrollado todo un sistema kárstico en donde las cuevas y galerías son numerosas, así como los fluviales. Ejemplo de ello son las depresiones de Bollar y Basondo o, al otro lado, la de Malluku. También se forman dolinas, grandes socavones, como los del monte Muruaga.
La costa
En el norte, en la desembocadura, hay arenales de Pedernales y Laida a orillas del Oca. Seguido del de Pedernales, en la margen izquierda, se encuentra Mundaca, cuyo puerto da ya al mar.
Por el oeste se hallan los de Santa Katalina, Murgoa y Lamera. El Murgoa cae al mar en un desnivel de 100 m formando Trankilpunta y Kargaderua. Después de Bermeo está la playa de Aritxatxu entre los acantilados de Talape y Tonpoi. En la rasa mareal que se forma a pie del cantil se encuentran las  arribolak, que son las grandes piedras que se han desprendido de la pared y han sido redondeadas por el mar. El límite occidental es el cabo Machichaco con su faro. Más allá, fuera del área de la reserva, está San Juan de Gaztelugatxe en Bermeo. 
Al este, siguiendo la playa de Laida, están los acantilados de Antzoras, donde se abre la cala de Antxon Azpia. La isla de Izaro queda en el mar, frente a la desembocadura de la ría, semicerrando la bahía. Un rosario de peñas sumergidas dan continuidad a Izaro con la tierra firme. Algunas de estas peñas, como las de Otzarri y Lemajale, quedan al descubierto con la marea baja.
La costa deja de ser abrupta al formar la playa de Laga que mantiene un complejo dunar. La playa acaba en el peñón de Ogoño, que se alza sobre las aguas 200 m y que, al otro lado, más al este, cobija al pequeño pueblo de Elanchove, que se encarama por la ladera sobre su puerto. Cerca está Arboliz Punta, vértice que marca el fin de la reserva.

### Playas

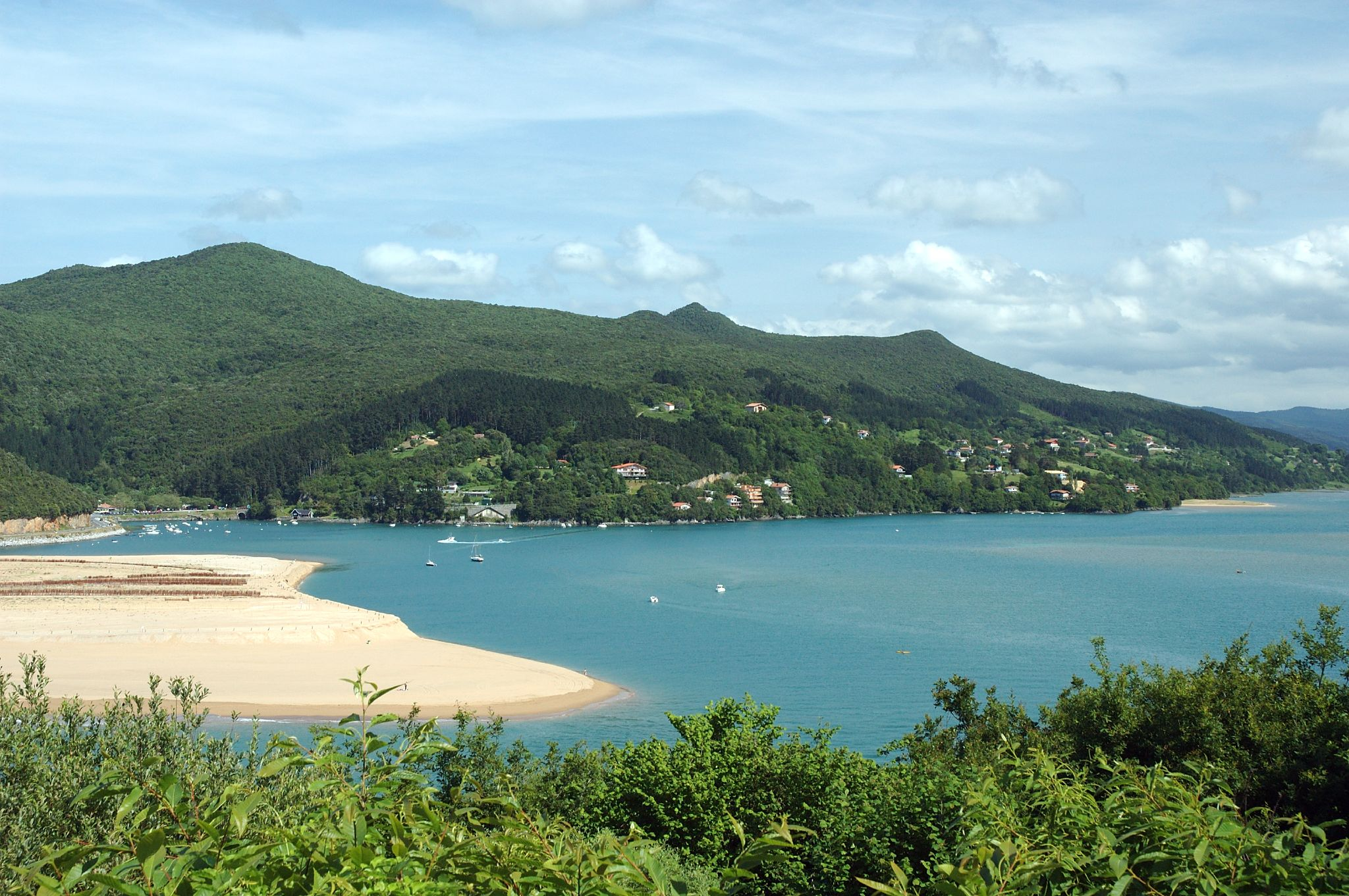
Playa de Laida.

En la costa de la reserva del Urdaibai hay doce playas muy diferentes, desde los grandes arenales de Laida o Laga a pequeñas calas que se abren en el acantilado, como las de Antzoras o Lapatza.
Margen izquierda
- Alikante o Alicante (Pedernales) es un conjunto de pequeñas calas de arena dorada de 140 m de longitud con una superficie que oscila entre los 11 900 m² en bajamar y 3500 m² en pleamar. Cerca está la isla de Txatxarramendi. Junto al arenal hay un encinar convertido en un parque botánico.

- Aritzatxu (Bermeo) es una pequeña cala arenosa de 75 m de longitud con una superficie que varía entre los 4500 m² en bajamar y 1875 m² en pleamar, situada al abrigo de una gran peña.[12]

- Kanalape (Pedernales), playa de arena dorada de 350 m de longitud y una superficie de 106 000 m² en bajamar y 42 000 m² en pleamar.

- Laidatxu (Mundaca) es una cala de arena dorada muy al abrigo de las corrientes del estuario. Tiene 55 m de longitud y una superficie de 5600 m² en bajamar y 1800 m² en pleamar. Al lado está el puerto de Mundaca, y saliendo del mismo se halla la que está considerada la mejor ola de izquierda de Europa para la práctica del surf.[13][14]

- Ondartzape (Mundaca) es una pequeña cala rocosa con alguna arena de color negro. Tiene 50 m de longitud y una superficie que varía de los 2000 m² en bajamar y 830 m² en pleamar.

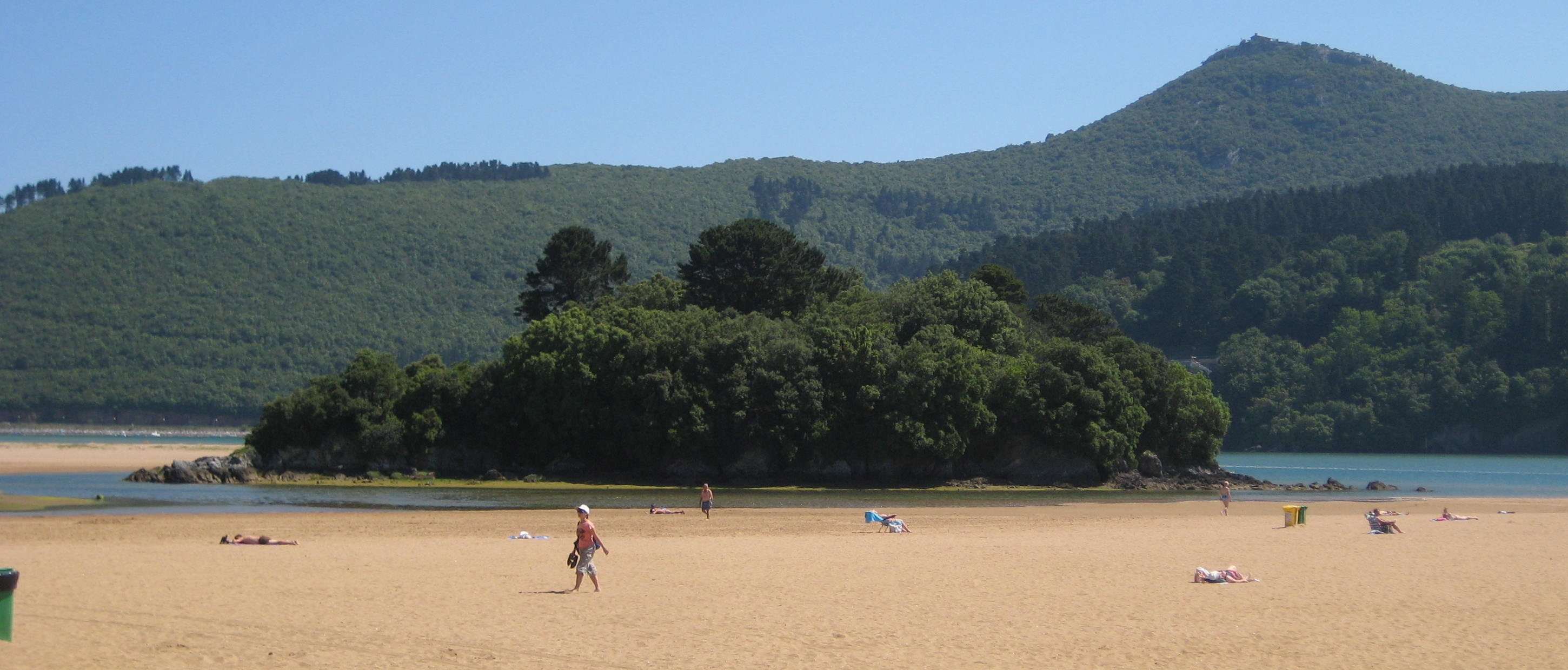
Playa de San Antonio, isla de Sandindere y monte Ereñozar.

- San Antonio (Pedernales) es una playa de arena dorada de 350 m de longitud y una superficie que varía entre los 29 000 m² en bajamar y 13 000 m² en pleamar. Está protegida por la isla de Sandindere.[15]

- Toña (Pedernales) es una cala de arena dorada frente a la isla de Txatxarramendi. Tiene 120 m de longitud y su superficie varía entre los 10 200 m² en bajamar y 3000 m² en pleamar.

Margen derecha
- Antzoras (Ibarranguelua), pequeña cala rocosa y con arena oscura de 50 m de longitud y una superficie que varía entre 1000 m² en bajamar y 500 m² en pleamar.

- Ea (Ea) es una playa urbana de arena dorada. Tiene una longitud de 120 m y una superficie que varía entre 6688 m² en bajamar y 2800 m² en pleamar.[16]

- Laga (Ibarranguelua), playa de arena dorada de 574 m de longitud y una superficie que varía entre 138 499 m² en bajamar y 42 499 m² en pleamar. Tiene un relevante complejo dunar y se halla ubicada bajo el cabo Peña Ogoño que se alza sobre la arena 279 m.[17]

- Laida (Ibarranguelua), playa situada en la desembocadura del Oka, con una zona que da al río y otra abierta al mar. Es de arena dorada y mantiene un complejo dunar relevante. Tiene una longitud de 812 m y una superficie que varía entre los 59 109 m² en bajamar y los 38 189 m² en pleamar.[18]

- Lapatza (Ea), pequeña cala rocosa de 230 m de longitud y una superficie que varía entre 4600 m² en bajamar y 2300 m² en pleamar. Nudista.[19][20]

### Islas e islotes
Dentro de los límites de Urdaibai hay varias islas e islotes de origen continental (en algún momento de su historia geológica estuvieron unidas al continente). La flora de estas islas es la típica de la costa vasca, igual a la cercana costa continental, pero en ellas se han desarrollado algunas variantes como la Lavatera arborea, que abunda en Izaro, o el acebuche u olivo silvestre. El hábitat submarino es variado y cuenta con algas, esponjas, etc.
Aunque no forma parte de Urdaibai, se encuentra muy próximo el Biotopo Protegido de Gaztelugatxe formado por la isla de San Juan de Gaztelugatxe y el islote de Aketx.
Las islas más relevantes son:

#### Izaro

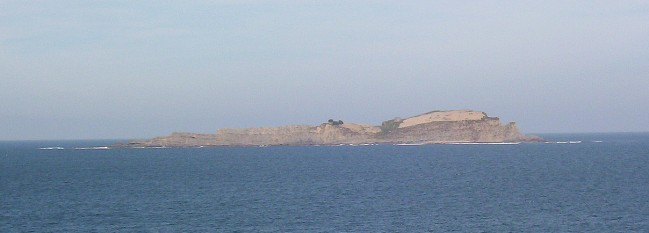
Isla de Izaro

Es la isla más grande de la costa vasca y en ella anida la colonia de aves marinas más importante de la misma. Situada frente a Mundaca pertenece al ayuntamiento de Bermeo desde 1719. No está permitido el acceso libre.
La tradición cuenta que la incorporación de la isla de Izaro a la villa de Bermeo se produjo como solución a un litigio sobre la propiedad de la isla con la vecinas poblaciones de Mundaca e Ibarranguelua. La reclamación sobre la propiedad de la misma se basó en la distancia a que se halla la isla de la costa de cada municipio. Para resolver el litigio se propuso realizar una regata entre los litigantes. El municipio de Ibarranguelua (el entonces barrio de Elanchove) desestimó la prueba y actuó como juez.
La regata se celebró entre una trainera de Mundaca y otra de Bermeo. La tradición cuenta que ganaron los de Mundaca, pero los jueces dieron el triunfo a los de Bermeo por haber tenido un accidente mortal en la prueba. Basándose en ese hecho, a los de Elanchove se les conoce con el sobrenombre de "makueses" (malos jueces). De estos hechos no hay documentación alguna.
En memoria de este hecho, cada año, en el día de la Magdalena (existió una ermita en la isla dedicada a esta santa), los alcaldes de la margen izquierda se trasladan a las inmediaciones de la isla en una embarcación, encabezando una procesión marítima que va cantando la canción de María Magdalena. El alcalde de Bermeo tira una teja al mar diciendo Horraino heltzen dirá Bermeoko Itxuginak (hasta aquí llegan las goteras de Bermeo) para simbolizar el límite de los dominios de la villa. A continuación se dirige la comitiva al puerto de Elanchove, donde el alcalde de esa localidad le da el bastón de mando al de Bermeo que, durante esa jornada, ejerce de alcalde de ambas poblaciones.
En la isla de Izaro existió un convento franciscano que fue fundado el 2 de mayo de 1422 por los frailes Martín de Arteaga, Juan Undabarrena, Lino de Albiz y Martin de Erkoreka y puesto bajo la advocación de Santa María. Este convento, del cual solo queda algún resto, fue visitado por los reyes Enrique IV y Fernando el Católico. El primero lo hizo en 1457 y el segundo el 31 de julio de 1476. Para la visita de Isabel la Católica, que se produjo el 17 de septiembre de 1483, se construyó una escalera de piedra de 258 escalones. Este monasterio disfrutó la simpatía real por mucho tiempo, ya que hay constancia de que Felipe II y su esposa, Isabel de Valois, mantenían relación con él.
San Antonio de Padua visitó el monasterio de Izaro en el siglo XIII cuando llegó a la comarca con la intención de visitar el pueblo de su abuela materna, el barrio de Abiña de Pedernales.
El monasterio fue abandonado el 17 de agosto de 1719, tras lo que la comunidad se estableció en Forua y en su lugar se construyó una ermita en honor a Santa María Magdalena, que también ha desaparecido. La imagen de la santa se conserva en la iglesia de Elanchove.
Hay noticias de un ataque pirata producido el 1 de septiembre de 1596 y que ha sido atribuido, erróneamente, a Francis Drake.
En 1813 se dedicó la isla a uso militar, como arsenal y almacén de abastos. También se utilizó como pontón de prisioneros. Para estos usos se fortificó la misma.
La isla Izaro ha sido el logotipo de la empresa de distribución y producción cinematográficas Izaro Films.

#### Sandindere o Sandinderi

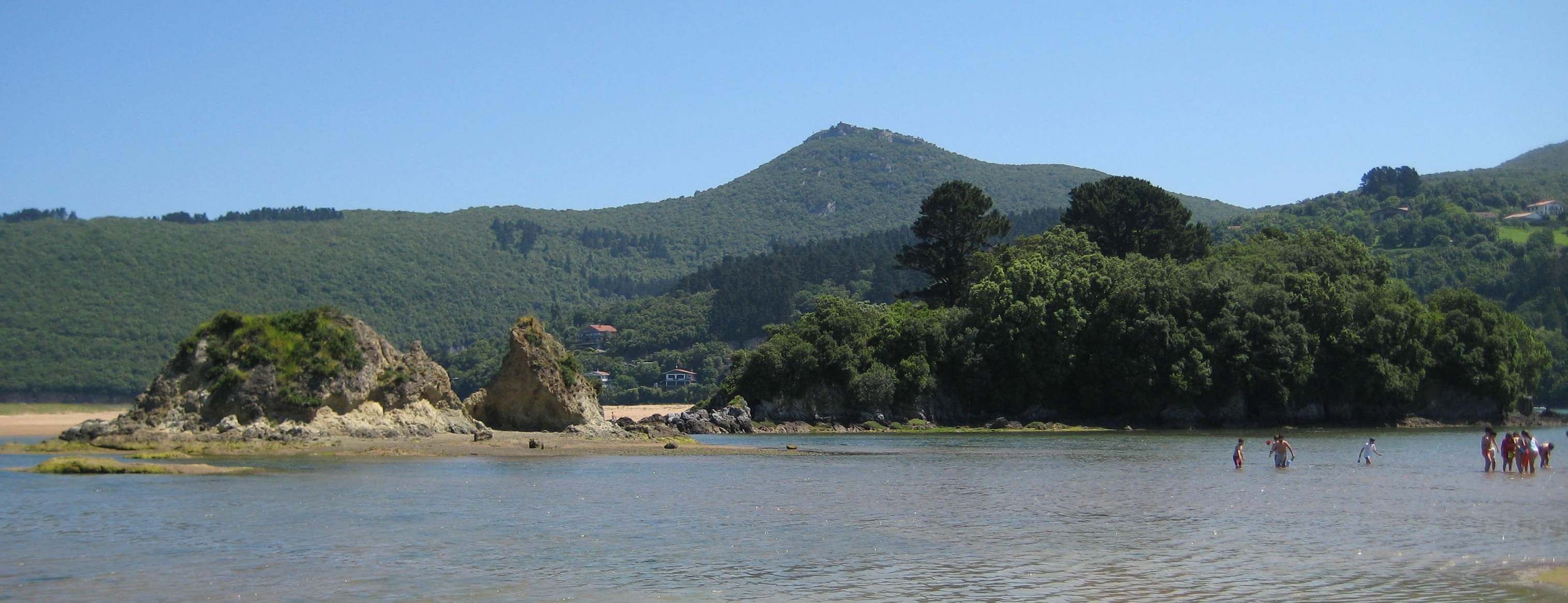
Isla de Sandindere.

Sandindere o Sandinderi (anteriormente llamada Doniandere
) es una isla interior que se sitúa en la desembocadura del Oka. Al parecer en ella hubo una ermita. Es accesible a pie en bajamar y parece ser –no hay comprobación– que llegó a estar unida a tierra por un puente. Tiene restos de edificaciones de uso militar.

#### Txatxarramendi o Montenegro
Esta pequeña isla, casi pegada la costa, está unida a ella por un puente y es accesible a pie en bajamar. Está situada frente a Pedernales. Tiene una superficie de 2,7 hectáreas. La ensenada en que se encuentra la isla, bien protegida, es una buena ubicación para un puerto. Su nombre, Portuondo, en euskera quiere decir "junto al puerto". Al sur de la misma hay restos del puerto romano de cabotaje que se estableció allí en el siglo II.
A finales del siglo XIX y principios del XX este punto fue uno de los destinos más populares de veraneo. La isla y su entorno ha sido lugar de descanso de figuras como Sabino Arana e Indalecio Prieto. En 1896 se construyó un hotel balneario por iniciativa de Juan Tomás Gandarias, propietario de la isla en aquella época, que tenía el nombre de la isla y que fue el verdadero motor de la promoción veraniega de la zona. Poco después se sumaron otros establecimientos hosteleros, como el Hostal Paco, que se construyó frente a la isla en 1919 y al que se le añadió un vivero de marisco en 1930. El hotel cerró en 1947 y el hostal en 1963. En 2002 se recuperó la cetárea (el vivero de marisco) por la asociación Urdaibaiko Galtzagorriak (gestionada por el Ayuntamiento de Busturia y los Guías de la Naturaleza de Urdaibai-Aixerreku). En las instalaciones del hotel balneario se ha ubicado el Instituto de Estudios Oceanográficos vasco. Hay restos de un cargadero de arena y un calero. 
El encinar cantábrico que acoge es uno de los bosques de encinas más viejos de la reserva y cuenta con destacados ejemplares, tanto de encinas como de madroños. Buena parte de su conservación se debe al cuidado al que se sometió el encinar durante la existencia del hotel balneario y la posterior atención que se ha prestado al mismo para hacer las veces de zona de esparcimiento. Se completa este bosque autóctono con un jardín botánico creado en el año 2000 por el Departamento de Medio Ambiente de la Diputación Foral de Vizcaya, en donde destacan 25 especies de flora diferentes, incorporando de manera adecuada las propias del encinar cantábrico, como la encina, el laurel, el madroño o el labiérnago.
La ubicación en plena rasa mareal hace de esta isla un lugar muy indicado para la observación de aves. Se pueden observar con facilidad especies como el martín pescador, la garceta común, la garza real, el cormorán, el pinzón vulgar, el herrerillo común, el carbonero común, el mirlo, el petirrojo, el reyezuelo listado, el águila culebrera, la curruca rabilarga o la curruca cabecinegra.

### Miradores

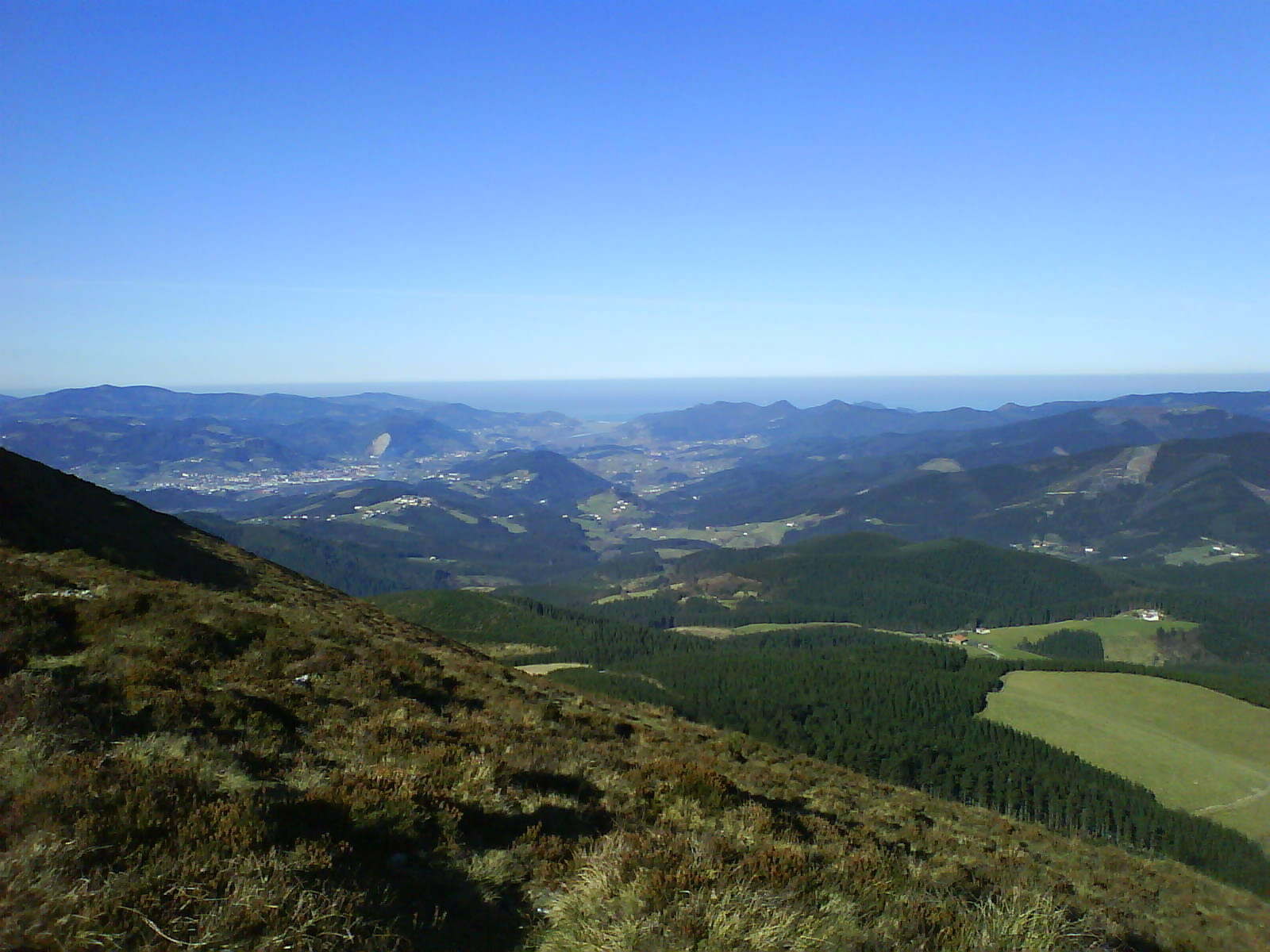
Vista de Urdaibai desde Astogana, Cota superior del reserva.

El cinturón montañoso que rodea la reserva del Urdaibai ofrece la posibilidad de acceder a puntos estratégicos desde los cuales se aprecian excelentes vistas del área protegida y otros espacios vecinos. El mirador por excelencia es el monte Oiz, que con sus 1036 m de altura y su situación centrada permite tener una vista de todo el País Vasco y regiones más lejanas. En días de claros se alcanza a ver el Moncayo, en la provincia de Zaragoza. El Oiz en sí no forma parte del Urdaibai, es una cumbre menor la que define el límite sur de la reserva y permite unas vistas similares a las de la cumbre principal. Desde Astogana se aprecia con claridad toda la superficie protegida. Entre los puntos más relevantes, atendiendo a las vistas que se dominan desde allí, se destacan los siguientes puntos:
- Altamira (Morga), situado en el barrio de Oñarte de Morga. Se accede a él por la comarcal BI-2121, desviándose en Gerekiz hacia el barrio de Andra Mari y de allí al barrio de Oñarte a la ermita de San Miguel junto al caserío Altamira. Desde aquí se puede observar el valle Ganbe y la comarca de Uribe, apreciándose el monte Solluve.[29]

- Atxarre (Ibarrangeluaa), situado en la cumbre del monte Atxerre de 311,3 m de altitud, permite ver toda la ría del Oka (o ría de Mundaca) y divisar las ermitas de San Antonio de Pedernales, Santa Catalina de Mundaca y San Miguel de Ereñozar de Ereño. Tiene una ermita conocida como San Pedro de Aguirre, que data del siglo XV, aunque ha sido reconstruida en varias ocasiones. En ella se solía bendecir sal que era esparcida por los campos y barcos en la creencia de que contribuía a la mejora de las cosechas y la pesca.

El acceso es peatonal. Solo se puede llegar en coche hasta el barrio de Akorda. Se accede por la carretera BI-3237 dirección a Ibarrangelua y de allí al barrio de Akorda, donde se deja el vehículo y se sigue a pie.
- Balcón de Vizcaya (Mendata), situado en la carretera BI-3231 en la ladera del Oiz, bajo la cumbre de Astogana. Desde allí, sin esfuerzo, se obtiene una magnífica vista de toda el área protegida. Al otro lado de la calzada hay una imagen de la Virgen como protección, ya que la leyenda cuenta que este lugar era punto de reunión de brujas.[31]

- Ereñozar (Ereño) se sitúa en la cumbre de Ereñozar, justo al lado de la ermita de San Miguel. Para llegar se parte desde el ayuntamiento de Ereño por una pequeña carretera vecinal que va a la ermita. Hay que dejar el coche un poco antes.

La ermita es anterior a 1600 e hizo las veces de parroquia de Ereño hasta la construcción de la actual. En 1334, en este emplazamiento se hizo frente al rey Alfonso XI. En el interior hay un sarcófago antropomorfo posiblemente románico.
- Santa Catalina (Mundaca), en la entrada de la ría de Mundaca (o del Oka), sobre un pequeño promontorio sobre el mar, se sitúa la ermita de Santa Catalina que hace de referencia de este punto de observación.

Su situación permite observar cualquier movimiento que se produce en la ensenada, bien por la parte de la ría, bien por la parte del mar. Esa privilegiada ubicación fomentó la construcción y modificación de diferentes edificios defensivos y religiosos.

## Geología e hidrología
Las rocas más antiguas de la reserva del Urdaibai se formaron al final del periodo Triásico, cuando la superficie de la zona protegida estaba cubierta por el mar, en el cual se iba produciendo una sedimentación de grano fino. Las intrusiones magmáticas hicieron que las masas de ofitas penetraran en las arcillas. En el periodo siguiente, el Jurásico, se detuvo la sedimentación y se hizo más profundo el mar, en donde vivían especies de invertebrados que llegaron a fosilizar.
En el Cretácico se reanudó la sedimentación, que se depositó sobre las capas anteriores. Sobre ellas se formaron masas arrecifales de coral que formaron una barrera paralela a la costa. En estas estructuras abundaron los rudistas (moluscos bivalvos de forma cónica, con una de las valvas en forma de tapa), las orbitolinas y los braquiópodos. Los arrecifes coralinos son los responsables de las grandes moles calizas que forman parte de las montañas y el terreno de la reserva. Varios millones de años después, sobre los arrecifes, se sedimentaron limos y arenas que formaron flyschs.
El empuje de la placa Ibérica provocó, hace unos 40 millones de años, que ésta se elevara sobre el fondo marino emergiendo la cornisa cantábrica y formando, en Vizcaya, los anticlinales de Navárniz y de Bilbao separados por el sinclinal de Vizcaya, en donde se inscribe el Oiz. El antiguo fondo marino quedó expuesto a la erosión atmosférica. En el Cuaternario la erosión ha dejado a la vista los extractos más antiguos y los ríos y escorrentías han modificado profundamente las formas originales del plegamiento.
Con el plegamiento que dio lugar a la cuenca Vasco Cantábrica, se produjo el empuje de las arcillas del Triásico, rompiendo, en algunos puntos, los extractos superiores. En el valle del Oka se rompió el anticlinal de Navárniz dando lugar a un amplio valle en el que la erosión eliminó los extractos del Terciario y labró un canal desde el mar al flysch del Cretácico Superior, dejando a la luz las moles de caliza que se erosionaron por las corrientes de agua hasta llegar a las arcillas impermeables del Triásico, haciendo desaparecer el alzamiento geológico, enmascarando el anticlinal y apareciendo en el centro los extractos más antiguos. A este proceso se le denomina diapirismo y a su producto, los valles que forma, diapiro.
En los últimos dos millones de años, durante la Era Cuaternaria, el mar ha modificado sustancialmente su nivel varias veces, lo que ha provocado una relevante erosión. En la última glaciación, la denominada Glaciación de Würm o Wisconsin, la costa se internaba 12 km más en el mar que la línea actual, y la isla de Izaro formaba cordal con la dorsal de Atxarre y Ereñozar. El fin de la glaciación produjo un ascenso gradual de las aguas hasta el nivel actual. Estas alteraciones de la línea de costa crearon diferentes sedimentaciones. Las de los últimos milenios se depositaron en los fondos de los valles sobre las arcillas del Triásico mientras que la erosión del flysch ha creado una franja de rasa mareal con grandes guijarros moldeados por el mar.

### Hidrología
El principal aporte hídrico lo constituye la dinámica mareal con su secuencia de pleamares y bajamares. En cada ciclo de mareas (la pleamar seguida de la bajamar) se renueva toda el agua del estuario en un tiempo aproximado de 12 horas, por lo que es una ría de vaciado.
Los ríos Oka, Mape y Golako, aun teniendo una gran importancia geodinámica y ecológica, tienen un aporte hídrico muy inferior al mareal. Este aporte de agua dulce se complementa con el que procede del sistema kárstico, muy extendido en la zona de roca caliza.

### El estuario

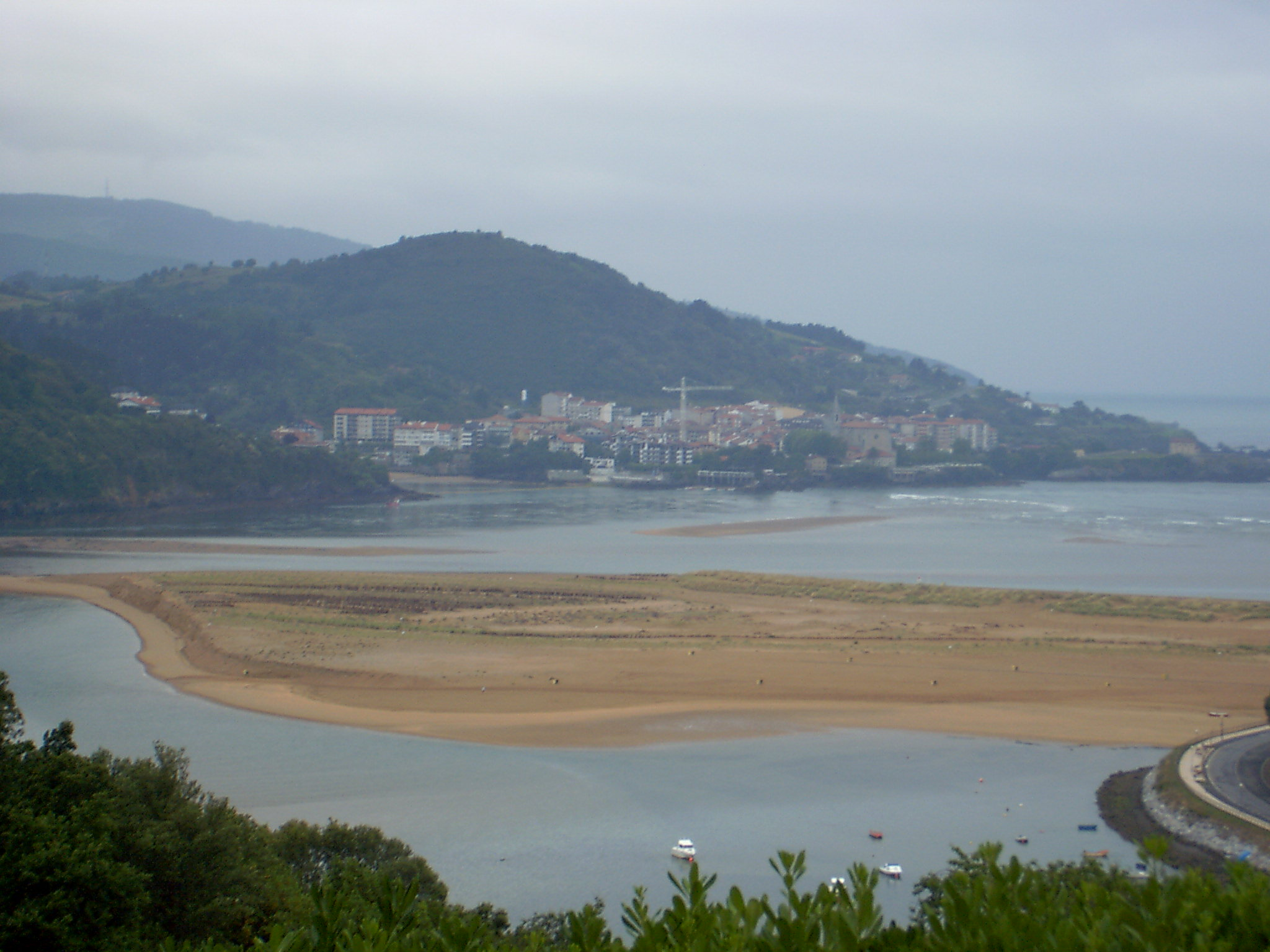
Vista general de la desembocadura de la ría del Oka.

Con una longitud de 12 km y una anchura máxima de 1 km, el estuario es el corazón de la reserva del Udaibai. Se sitúa en dirección nornoroeste sursureste. La amplitud de la marea (la diferencia media que hay entre la altura máxima en pleamar y la mínima en bajamar) es de 4,5 m, lo que califica al mismo como un estuario macro-mesomareal.
La ría corre sobre los materiales de formación del valle y va ensanchándose según se acerca a la costa, formando una barrera arenosa en su parte este. Los sedimentos arrastrados por el agua han ido rellenando el cauce, llegando a la semicolmatación del valle fluvial del Oka. 
El volumen mareal es muy superior al fluvial. Las aguas se mezclan atendiendo al modelo de estuario de mezcla total o verticalmente homogénea, aunque en algunas ocasiones se pueda dar una leve estratificación.
Los sedimentos que aporta el río son llevados por la mareas corriente arriba y forman una llanura estuarina de escasa pendiente (0,2 m/km desde Guernica hasta Murueta).
Las calizas del cretácico y las ofitas triásicas emergen entre los sedimentos arenosos por toda la longitud del estuario, llegando a estrechar severamente el valle en algunos tramos, como el de la isla de Bekoa.
Las laderas son muy abruptas, con desniveles de hasta 250 m en la parte oriental. En esta área se puede apreciar un rellano morfológico de unos 40 m sobre la superficie de la ría que rompe la elevada pendiente de la ladera. Al otro lado, las laderas son más suaves y alcanzan unos 100 m de altura en las zonas situadas en una banda de 1 km comprendida entre los márgenes de la ría.

### Sedimentos
La influencia de las corrientes, tanto fluviales como procedentes de las mareas, es fundamental para la concretación del resultado de la sedimentación. En las partes internas del estuario se han creado llanuras mareales que han sido colonizadas por la vegetación continental.
El puntal de Antzora y el saliente de Santa Catalina marcan el comienzo del área influenciada por el mar. Desde Murueta hasta Guernica se ha realizado un canal artificial de 5 km de longitud que sustituye al antiguo cauce, el cual ha sido cegado con el transcurrir del tiempo, siendo todavía funcional en algún tramo.

#### Zonas arenosas

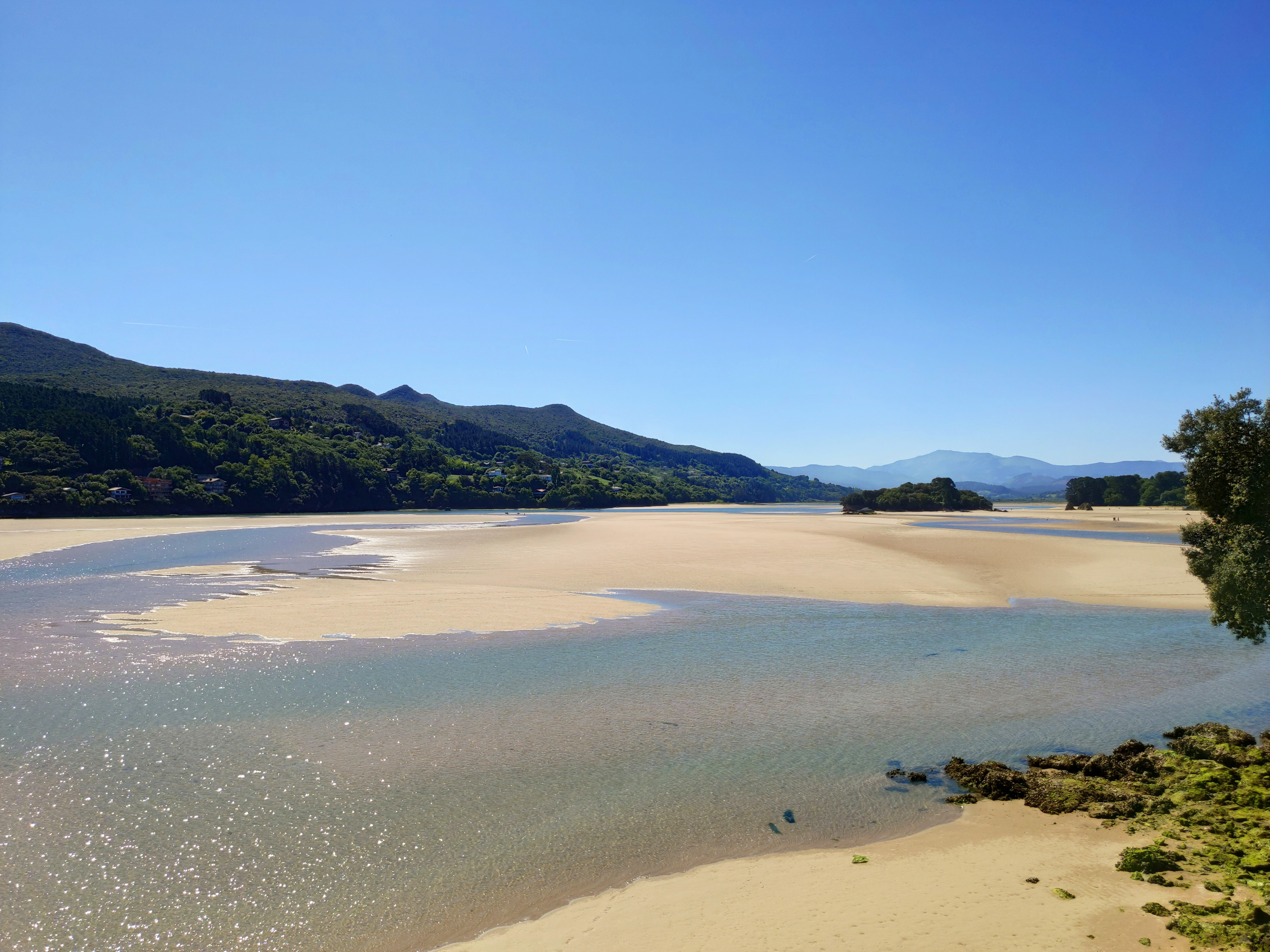

Desde Mundaca a Kanala se extiende una zona arenosa, donde destaca la barra de arena que forma la playa de Laida, en la que se reflectan los oleajes dominantes del noroeste, produciendo una corriente litoral de dirección oeste-este que moldea el paisaje y acumula arena en la barra.
La zona oeste es la que está sometida a más energía dentro de todo el complejo estuarino. En ella se ubica la salida de aguas fluviales y se ha convertido en el canal mareal principal que discurre tierra dentro. En el extremo norte se desarrolla la llamada barra de Mundaca, que mantiene una convexidad este noroeste con un arqueo en planta.
En Laida se da el fenómeno de formación de dunas mediante el transporte eólico, que se produce con viento sur. Este fenómeno llega a crear dunas que alcanzan un metro de altura en pocos días. Se forman estructuras sedimentarias de origen eólico como sombras eólicas y ripples.
La zona arenosa, a excepción de los bordes unidos al continente, en particular el oriental, queda cubierta por el agua en la pleamar. La acción conjunta de los diversos agentes moldeadores (la dinámica mareal, marina y eólica) hacen que las formas arenosas varíen con rapidez. Se produce una aportación de arena procedente del dragado del canal artificial de la ría, que ha dado lugar a un aumento significativo de la superficie de la zona supramareal, lo que junto con la acción del viento potencia la formación dunar.

#### Zonas mixtas
Desde Kanala a la isla de Bekoa, en la que se produce un ensanchamiento del cauce, se forman fangales con contenido de arena. La corriente de marea (de ascenso) es mayor que la fluvial (de descenso), lo que causa que los materiales aportados por el río no se evacúen a la mar. Los fangos, que mantienen un alto contenido en materia orgánica y escaso oxígeno, son de color oscuro que se entremezclan con capas arenosas (más claras) que suelen ser aportadas en periodos de mareas vivas y fuertes tormentas. Estos lugares son conquistados por una vegetación marismal.

#### Zona de fangos
Desde la isla de Bekoa, dirección tierra adentro hasta Guernica, se desarrolla una zona de fangales libres de arena, ya que a estas alturas no puede penetrar. La aportación de arena procedente del drenaje del canal cubre los fangos al ser depositada sobre ellos. Este fenómeno se observa en Kanala. La sedimentación se produce por decantación debido a la escasa energía existente en esta zona.
El canal artificial, recto en su sector más septentrional y más sinuoso en la zona más interior, concentra una alta energía. En el canal se dan bordes arenosos fangosos en la parte interna del arco de los meandros y erosivos en la externa. 
Las marismas están surcadas de canales que se llenan con la pleamar. En ellas se produce una gran colonización de la vegetación que va en aumento según se aleja del cauce. La estabilización del suelo y la disminución de la salinidad se deben al establecimiento vegetal. La zona de la marisma es la de mayor riqueza ecológica, constituyendo el corazón de la reserva.
En algunas áreas se ha desecado la marisma para utilizarla como campo de cultivo, como es el caso del pólder de Anbeko, o ha sido rellenada como en Axpe o Kanala. En algunos lugares afloran las formaciones del Triásico, dando lugar a suaves elevaciones que encajan pequeños arroyos con influencia mareal, que en algunos casos están colmatados en alguna medida.

#### La llanura de inundación fluvial
La parte más interior está constituida por la llanura de inundación fluvial que hace de transición entre la zona de marismas y la llanura fluvial propiamente dicha que se encuentra ya en terrenos de Guernica.
La llanura de inundación fluvial presenta una dinámica sedimentaria basada en la inundación circunstancial periódica causada por el desdoblamiento del río Oka, que deposita su carga de sedimentos en ella. Estos materiales proceden de arroyos torrenciales, como el Baldatika y Golako. El régimen torrencial hace que los arrastres sean importantes. Este material se deposita en la llanura que interrumpe abruptamente la pendiente de su recorrido. La llanura está formada sobre un sustrato fangoso que hace la función de capa impermeable, por lo que el nivel freático alcanza rápidamente la superficie, produciendo encharcamientos.

#### El canal
El canal mareal, que llega hasta Guernica, fue alterado a principios del siglo XX con la construcción de un canal artificial que evitara los meandros. La forma del canal es rectilínea con una curvatura que lo adapta al rumbo del valle. Su cuenca, en forma de arqueta, está excavada en la marisma. En el fondo del mismo se ha depositado una capa de materiales finos que van aumentando de grosor según se interna en tierra, incrementándose el contenido de arena continental y dando lugar a la formación de facies (conjunto de características que sirven para identificar una roca) típicas de los ríos. 
El cauce original del río Oka ha quedado abandonado e inutilizable debido a su colmatación. Se ha convertido en una llanura submareal e intermareal fangosa, donde se dan decantaciones de materiales finos procedentes de las corrientes de flujo. Este canal mareal original tenía un curso marcado por los meandros. Consta de dos partes diferenciadas, una al este, con influencia de la marea y del arroyo Oma, y otra al oeste, por un antiguo canal mareal situado al inicio de la canalización. El antiguo cauce, fuera de estas partes, drena las aguas de escorrentías y transcurre entre las munas que forman las marismas desecadas. El desagüe del cauce artificial se realiza mediante válvulas que impiden la entrada de la marea y permiten el desagüe de las aguas de escorrentías.

#### Cambios
Los vertidos de las arenas procedentes del dragado del canal para el mantenimiento del calado necesario para el trabajo en el astillero de Murueta han rellenado una parte amplia del estuario. Estos vertidos, que se producen en 7 puntos diferentes, provocan modificaciones en las características texturales de la llanura de intermareal fangosa y forman grandes superficies arenosas supramareales.
Hay, por todo el estuario, zonas procedentes de rellenos heterogéneos. El ferrocarril limitó, artificialmente, el estuario por su lado oeste. A partir de este punto se procedió a realizar desecaciones y rellenos que fueron, incluso, urbanizados, como los de Altamira de Busturia, Mundaca, Arteaga o Pedernales.
Las munas y lenzones forman los contornos de superficies, algunas de ellas restringidas y otras de utilidad agrícola y ganadera, que las aíslan de las aguas saladas procedentes de las pleamares. Las aguas continentales se drenan mediante un sistema de válvulas. Se construyeron en los siglos XVIII y XIX y dejaron de ser mantenidas en la década de los 60 del siglo XX, deteriorándose y dejando, de nuevo, estas superficies al alcance del agua marina. Las áreas que quedan cerradas por estos lenzones son las munas o pólderes.
También se han construido molinos de mareas que utilizan diques para la contención del agua de la pleamar. Estos diques se construyen en las zonas de mayor energía.

### El litoral
Toda la costa vasca se caracteriza por poseer una plataforma continental estrecha y con pendiente elevada. La isóbata de 200 m queda a escasos 7 km del cabo Machichaco y la pendiente de la plataforma es superior al 10%. El tramo de costa de la reserva del Urdaibai es una costa de hundimiento, en la que los valles fluviales han sido erosionados y se han convertido en estuarios y rías. Los diferentes materiales que componen el terreno hacen que se erosione de formas diferentes formando islas, realces y arcos. Los dos accidentes geográficos que fijan los límites de la reserva en la costa son, al oeste, el cabo Machichaco, que está formado principalmente de arenisca, y al este Arbolitz Punta, que como el cercano peñón de Ogoño, es de caliza.

#### Cabo Machichaco

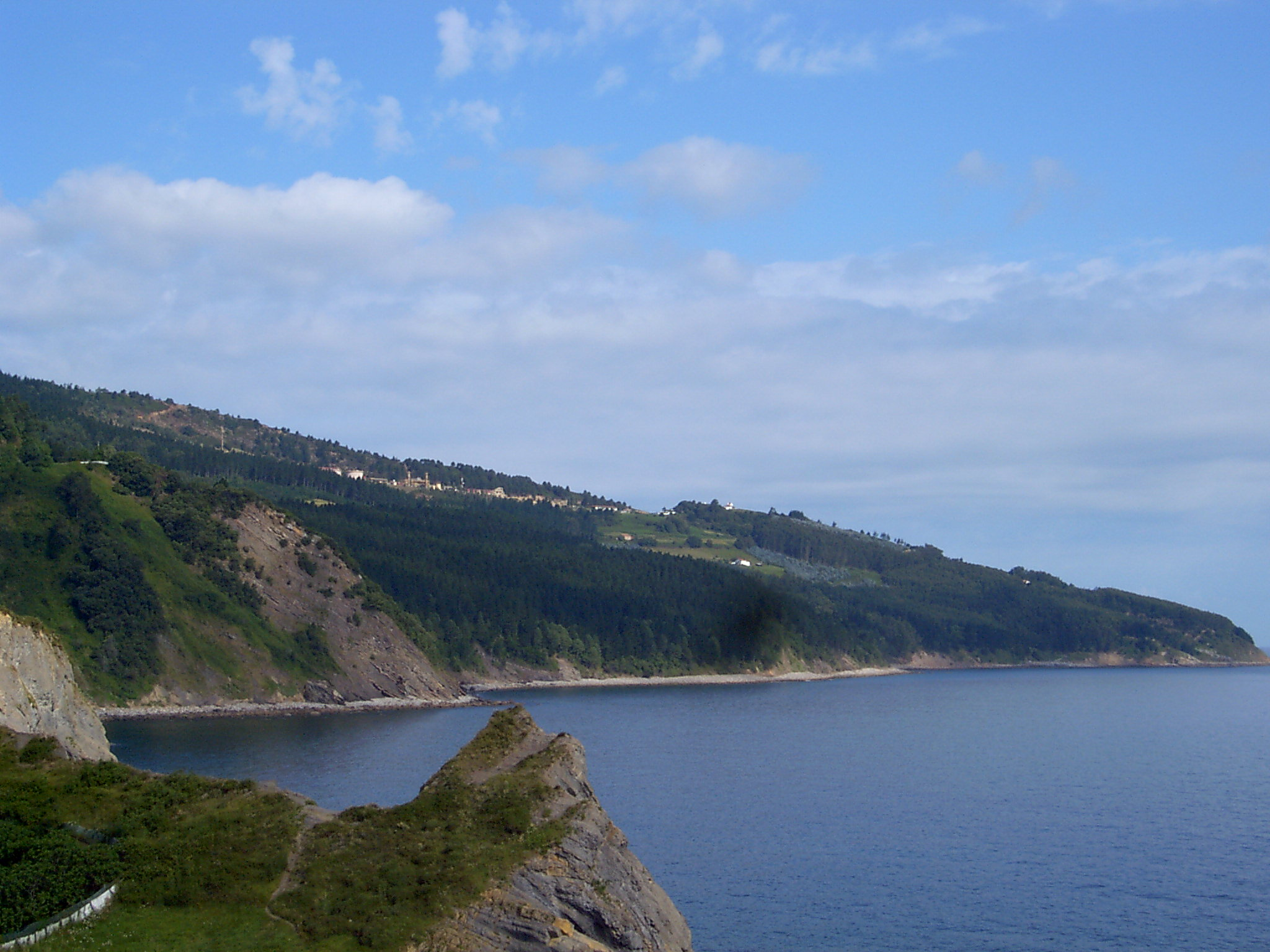
El cabo Machichaco.

El Machichaco es el punto más al norte de la reserva. Protege al resto de la costa y a la isla de Ízaro de las corrientes que, paralelas a la costa, corren en dirección oeste-este. Está formado por areniscas del Cretácico que por la acción del mar han sido erosionadas formando acantilados. En la rasa mareal que surge a sus pies se erosionan estas hasta formar arena, que es acumulada en Laida.

#### Isla de Izaro
Isla perteneciente a la localidad de Bermeo. Situada a 2 km de Mundaca y 3 de Bermeo en la bocana del estuario, la isla de Izaro forma un pequeño archipiélago con los islotes Hotzarri y Potorro-harri entre otros. Izaro estuvo unida al continente por el cabo de Antzora; actualmente está separado del mismo por un canal arenoso.
La extensión de la isla es de casi 4 hectáreas y está formada por flysch que crean acantilados en los que se abren cuevas y entrantes. La máxima altura es de 50 m y cerca de ella están los restos de la ermita de la Magdalena que sustituyó a un antiguo monasterio.

#### Peñón de Ogoño
El peñón de Ogoño separa la playa de Laga de la ensenada de Elanchove. Es una mole caliza de 200 m de altitud y en su base el mar penetra 20 m en su interior, creando varios entrantes, sifones y cuevas. Esta mole caliza fue el producto de la decantación de los bivalvos rudistas, braquiópodos y equinodermos que se produjo en el Cretácico inferior.

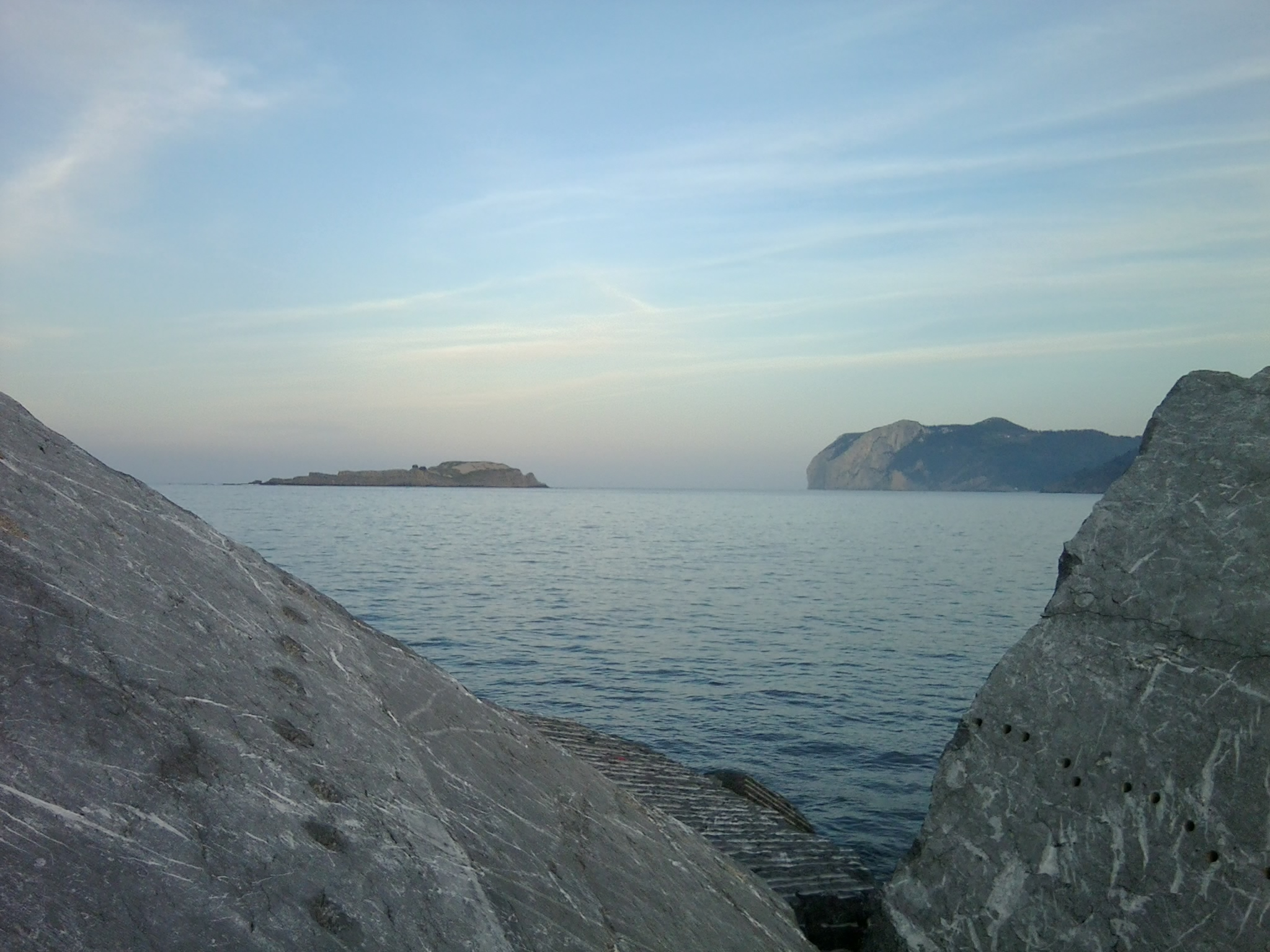
La isla de Ízaro y el cabo de Ogoño, vistos desde Bermeo.

#### Fondos
El fondo arenoso disminuye a medida que nos alejamos de la costa. La arena es de diferente grosor dependiendo de la profundidad de la zona. Al norte de Laga, con profundidades que rondan los 50 m, se dan acumulaciones de restos de bivalvos, equinodermos, gasterópodos... y el grano es grueso.
Cerca de la costa la arena es más fina hasta los 25 m de profundidad, donde se torna en limos gruesos a partir de los 40 metros. La isla de Izaro, al actuar como barrera, hace que se depositen arenas finas a 45 m de profundidad al norte de la misma.

### Afloramientos rocosos
La base del terreno que comprende la reserva del Uradibai es una llanura arcillosa. Sobre ella se elevan afloramientos de material de épocas anteriores formando pequeñas colinas de suave relieve como los montes Goitiburu, de 106 m de altitud; Gaitoka, de 56; Goierri, de 88. Estos afloramientos están formados, principalmente, por materiales del Triásico, en particular arcillas (son los materiales más antiguos de la zona) pero también hay ofitas y rocas subvolcánicas de color gris verdoso.
Entre Pedernales y el barrio de Elexalde de Forua por la margen izquierda, y la isla de Bekoa y el barrio de Arbei de Kanalapor por la derecha, se extiende una estrecha franja de materiales del Jurásico. Estos materiales son calizas compactas de color oscuro y ricas en fósiles de ammonites y belemnites. Entre Ereño y Navárniz y en Busturia hay franjas superficiales de materiales del periodo Cretácico compuestas de margo-calizas con aspecto pizarroso que se mezclan con otros materiales sedimentarios como limonitas negras y las areniscas micáceas dopadas de materiales ferruginosos. En estas franjas son abundantes los fósiles de bivalvos y ostrácodos entre otras especies.
Las calizas de procedencia urgoniana surgen en grandes promontorios, como es el caso del peñón de Ogoño. Por la derecha llegan hasta los montés Ereñozar y Atxarre desde el Illuntzar en Navárniz. Al otro lado es menos extensa su ocupación. Forma una estrecha franja que diseña la dorsal de Foruko Atxa y tiene su continuación por Busturia en Atxapunta. En Altamira el extracto calizo avanza unos 500 m tierra a dentro y continúa paralelo a la ría hasta Pedernales. Entre los macizos calizos destacan los montes Atxerre y Ereñozar.
Sobre este terreno calizo se dan bosques de encinar cantábrico mientras que en sus entrañas de desarrolla el "karst" formando cuevas, simas y dolinas que llegan a convertirse en "uvala" (valles cerrados) como los valles de Bollar, Basondo y Malluku.
Dentro de la zona de reserva se han venido produciendo explotaciones mineras a cielo abierto, en particular de la roca caliza. De todas ellas permanecen activas las canteras de Foruko Atxa en Forua, y de Muruetagana en Ereño. Estas explotaciones afectan gravemente al medio físico y en particular al encinar cantábrico que se desarrolla sobre terreno calizo.
Las arcillas, margas y areniscas del periodo Albiense están presentes en buena parte del área de la reserva del Urdaibai. Pueden apreciarse entre Puntaburu y Goikogane en Cortézubi, Arrola en Navárniz, Elexalde en Mendata y Bereño en el municipio formado por Arbácegui y Guerricáiz (Munitibar). Sobrepasan los límites de la reserva por Iabarrola en Aulestia.
El característico flysch se extiende por el extremo de la margen izquierda, desde los montes de Karabizubieta (313 m) y Kurtzegane hasta el cabo Machichaco. Por el otro lado, en la margen derecha se puede apreciar el flysch al este del Ogoño, justo donde se ubica Elanchove, extendiéndose por la costa hasta pasar el límite del área de reserva.
En la parte superior de la cuenca del Oka se observan niveles jóvenes del Cretácico que fluyen en dirección norte - noroeste,  sur - sureste, desde los montés de Maiaga y Makietagane, en Rigoitia y Morga hasta el Berreño y el Ganbiribil por Munitibar. Por esta zona hay rocas ígneas de composición heterogénea que son de difíciles de datar.
Un estrecho campo de lavas se extiende desde Guernica, en concreto desde el monte Kosnoaga, hasta el valle de Mungia ya fuera de la reserva. Estas lavas cruzan por los territorios de Baldatika en Forua y Metxika en Rigoitia. Se enfriaron tomando formas redondas al contacto con las aguas del mar que en aquel tiempo cubrían este territorio. Reciben el nombre de lavas almohadilladas y son parte de una serie de materiales volcánicos de basaltos y andesitas. Se extienden por la margen derecha desde el monte Urgogana de Ajánguiz hasta Arbácegui y Guerricáiz pasando por Zarramenta en Mendata. Tienen conexión con las que aparecen en el ámbito volcánico de Éibar.
El sur del territorio de la reserva del Urdadibai está cerrado por una estrecha franja con capas de sedimentos de comienzos del Terciario que recorre Vizcaya y en este lugar se sitúan en las estribaciones el Oiz. Esta capa ha sido ya muy erosionada.
El final de la era Secundaria está señalado en el Urdaibai por las masa de margas y calizas alternadas con areniscas. Una banda de calizas margosas, que aparece en Múgica, en los montés Bizkargi y Arburu hasta Urrutxua y el Goroño marca el límite sudoriental del área de protección.

## Flora y fauna

### Flora
La flora que se desarrolla en Urdaibai tienen una base netamente atlántica. En ella abundan los prados, arboledas de roble, bosques frondosos y especialmente plantaciones de coníferas de rápido crecimiento como el Pinus radiata. La zona costera se encuentra cubierta de bosques cantábricos de encinas y madroños. Este mundo vegetal, donde se han descrito 615 especies de plantas, da cobijo a un rico mundo animal con descripción de 318 especies de vertebrados, 245 de los cuales son aves.
La actividad humana ha modificado sustancialmente el espacio pero el declive de las labores agrícolas ha permitido que una significativa recuperación de la vegetación original. La vegetación tiene, principalmente en la marisma, un grado de singularidad notable debido a la especialización y a su aspecto particular pero a la vez presenta un alto grado de diversidad originado por el grado de salinidad y la variedad del medio. La zonalidad es muy significativa y definida.
En el área que comprende la Reserva de la Biosfera de Urdaibai se definen diferentes ambientes, cada uno de ellos con características vegetales y animales propias que crean sus propios ecosistemas.
Las superficies ocupadas por los diferentes tipos de vegetación son:
Superficie por tipo de vegetación
| Tipo de vegetación                                           | Superficie (ha) |
| ------------------------------------------------------------ | --------------- |
| Encinar cantábrico                                           | 1426.5          |
| Robledal y bosque mixto atlántico                            | 1020.1          |
| Aliseda cantábrica                                           | 16.9            |
| Prebrezal atlántico                                          | 8.0             |
| Brezal-argomal-helechal atlántico                            | 926.9           |
| Bortal o matorral alto                                       | 42.1            |
| Espinar o zarzal                                             | 1.1             |
| Lastonar de Brachypodium pinnatum u otros pastos mesófilos   | 147.8           |
| Prados y cultivos atlánticos                                 | 5235.8          |
| Prados de siega                                              | 3.3             |
| Prados-juncales, trampales o depresiones inundadles          | 352.9           |
| Complejo de vegetación de roquedos calizos                   | 3.1             |
| Complejo de vegetación de acantilados litorales              | 97.4            |
| Vegetación de arenales costeros                              | 38.2            |
| Vegetación de marismas                                       | 223.5           |
| Carrizales y formaciones de grandes carices                  | 66.9            |
| Vegetación ruderal-nitrófila (núcleos habitados, baldíos...) | 293.7           |
| Plantaciones forestales                                      | 11 635.2        |
| Viñedos y cereal                                             | 25              |
| Parques y jardines                                           | 7.1             |
| Sin vegetación                                               | 101.8           |
| Ría                                                          | 392.4           |

### Ambientes
Por ambientes se encuentran las siguientes especies vegetales, particularmente relevantes en cuanto a la regeneración natural.
| Ambiente                                 | Especies                                                                | Características del ambiente                       |
| ---------------------------------------- | ----------------------------------------------------------------------- | -------------------------------------------------- |
| Estuario y orillas de marismas, arenales | Alisedas, saucedas y tamarindos                                         | Salinidad y encharcamiento                         |
| Frente del cantil rocoso                 | Brezal y argonal, encinar y roble marojo                                | Vientos marinos y ambiente salitroso               |
| Orillas de arroyos y depresiones húmedas | Alisedas, saucedas y fresnadas                                          | Encharcamiento y riadas                            |
| Barrancos húmedos                        | Bosque mixto de frondosas, alisios, fresnos, arces, servales y abedules | Ambiente sombrío, pedregosidad y deslizamientos    |
| Laderas y fondeos bajos de valle         | Roble común, albar, fresnos, arces, castaños y nogales                  | Buen suelo y ambiente                              |
| Laderas altas y vertientes soleadas      | Roble marojo                                                            | Sol, suelos arenosos y secos                       |
| Peñascales calizos, cordales expuestos.  | Encinar cantábrico                                                      | Suelo con escasa retención de agua, sol, viento... |
| Zonas altas, vertiente sur               | Hayedos                                                                 | Suelo fresco y húmedo                              |

El territorio protegido se divide en diferentes unidades ambientales de gestión territorial y entre ellas se han elegido 8 como unidades piloto representativas de las variabilidad espacial y uso del terreno.
Unidades ambientales
- Sector 1 Costa. Subsector 1, cantil costero marino; Unidad 1, Machichaco, Bermeo y Mundaca. Unidad 2 (unidad piloto), Antzoraz, Ogoño y Elanchove, zona kárstika de alto valor natural y potencial recreativo-cultural.
- Sector 2 Montaña de la margen izquierda. Subsector 2, vertientes del cordal de Sollube; Unidad 3 (unidad piloto), Barrancos de Artigas Bermeo, tiene una homogeneidad litológica e inestabilidad de ladera con relevante carácter agrícola y forestal e interesante paisaje costero. Unidad 4, Mape Busturia. Subsector 3, vertientes suroeste del cordal del Sollube; Unidad 5, valle de Metxikas Baldatika de Fórua. Unidad 6, valle de Zallo y Luno.
- Sector 3 Tramo medio del Oka y sus afluentes. Subserctor 4, margen izquierda; Unidad 7 (unidad piloto); valle Ugarte Múgica, homogeneidad litológica y relevante carácter agrícola y forestal con asentamientos rurales y una crítica situación de la vegetación leñosa. Subsector 5, tramo medio; Unidad 8, valle del río Oka. Subsector 6, margen derecha; Unidad 9, valle de Ajangiz Berrakondo. Unidad 10 (unidad piloto), cabecera del río Golako Olabe Berreño, homogeneidad litológica con predominio forestal y valores naturalísticos, ecológicos e interesantes cursos fluviales. Unidad 11, valle de Arrazua.
- Sector 4 Valles cerrados de la cabecera del Oka. Subsector 7, Oeste; Unidad 12 (unidad piloto), valle de Gorozika, homogeneidad litológica, uso forestal valle cerrado en fuerte pendiente con una crítica situación en la vegetación natural. Subsector 8, este; Unidad 13, valle de Ibarruri.
- Sector 5 Terrenos kársticos y su entorno en la margen derecha. Subsector 9, complejos kársticos; Unidad 14 (unidad piloto), valle de Oma y valle de Ereño, homogeneidad litológica, zona kárstica y acuífera. Interesante paisaje y equilibrio entre la vegetación natural y la agrícola forestal; Unidad 15, relieves kárticos de Atxarre y Basetxetas. Subsector 10, valles cercanos; Unidad 16, valle de Ibarrangelua.
- Sector 6 valle de Guernica y Mundaca. Subsector 11, terrenos emergidos (cota > 5 m); Unidad 17,  orillas en ambas márgenes en la mitad norte; Unidad 18 (unidad piloto), valle Arteaga Guernica en la mitad sur, homogeneidad litológica, topografía favorable con el predominio del uso agrario e interés de la campiña agraria a orillas de la marisma. Influencia urbana de Guernica. Subsector 12, plana fluvial; Unidad 19 (unidad piloto), marismas del estuario y la ría, gran relevancia del estuario y sus marismas, valor paisajístico y etnográfico. Interesantes fenómenos dinámicos de sedimentación.[37]

#### Arenales
Aun ocupando una superficie pequeña del área de la reserva, las extensiones de arena son interesantes porque en ellas crecen plantas únicas. Su ubicación en la costa y la utilización intensiva por el hombre en verano hacen que su situación esté degradada. Las condiciones son extremas: oscilaciones térmicas, presión del mar y de los vientos... Su fauna esta limitada a invertebrados.
La vegetación natural de los arenales se puede ver en Laga. Suelen ser plantas adaptadas a las duras condiciones del emplazamiento. Esta vegetación recibe el nombre de  vegetación psamófila. Son plantas que se adaptan de forma rápida y con fuertes raíces. También reducen la transpiración.
El arenal costero tiene varios espacios diferentes según la distancia al agua. La playa es la primera banda que es una zona húmeda y salina en la que se ha dado un incremento de sustancias nutritivas por los aportes marinos. La segunda banda es una zona arenosa de montículos de arenas móviles donde la vegetación es muy escasa ya que mantiene una salinidad elevada y el viento modifica constantemente el terreno. Después está la banda de dunas que se elevan sobre la anterior y está dotada de una vegetación que fija la arena. Detrás de las dunas el suelo arenoso se ha estabilizado lo que permite un mejor agarre de la vegetación llegando a verse agrupaciones de matorrales.

#### Landas costeras
Están compuestas por brezales, argomales y helechales. Se desarrollan, en ocasiones, bosques de encina o roble. Se sitúan sobre los acantilados y son terrenos pobres para la fauna propia de los lugares abiertos.

#### Litoral
Son áreas de condiciones extremas, en fuerte pendiente o en abierto acantilado, expuestas a las inclemencias del mar y del viento. Son pocas las especies vegetales que se desarrollan en ellas. Es lugar de nidificación para algunas aves como el cernícalo, la lechuza, la gaviota argéntea y el cormorán moñudo.
Se observan tres bandas diferentes desde el borde del mar hasta la parte alta del acantilado. En la baja, a pie de acantilado, predomina la superficie rocosa donde se da en las grietas el hinojo marino; la segunda banda se cubre de hierba y en ella predomina herbazales de festuca, mientras que la parte superior se cubre con matas y pequeños arbustos. 
El cúmulo de excrementos de aves así como los cadáveres de éstas favorecen el desarrollo en el acantilado de especies nitrófilas. Alejados del mar crecen robledales y encinares.

#### Marisma

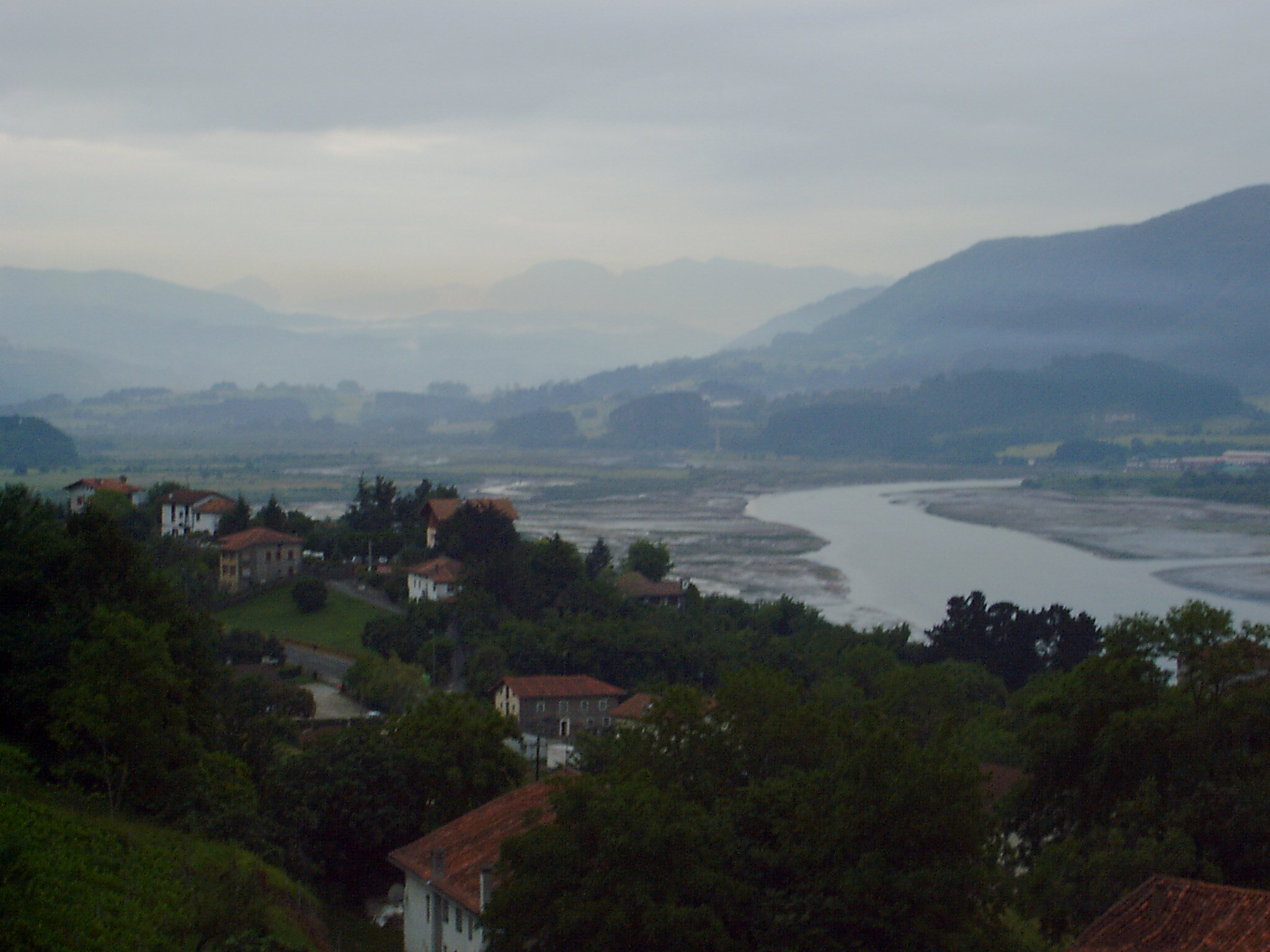
Marisma en la ría del Oka.

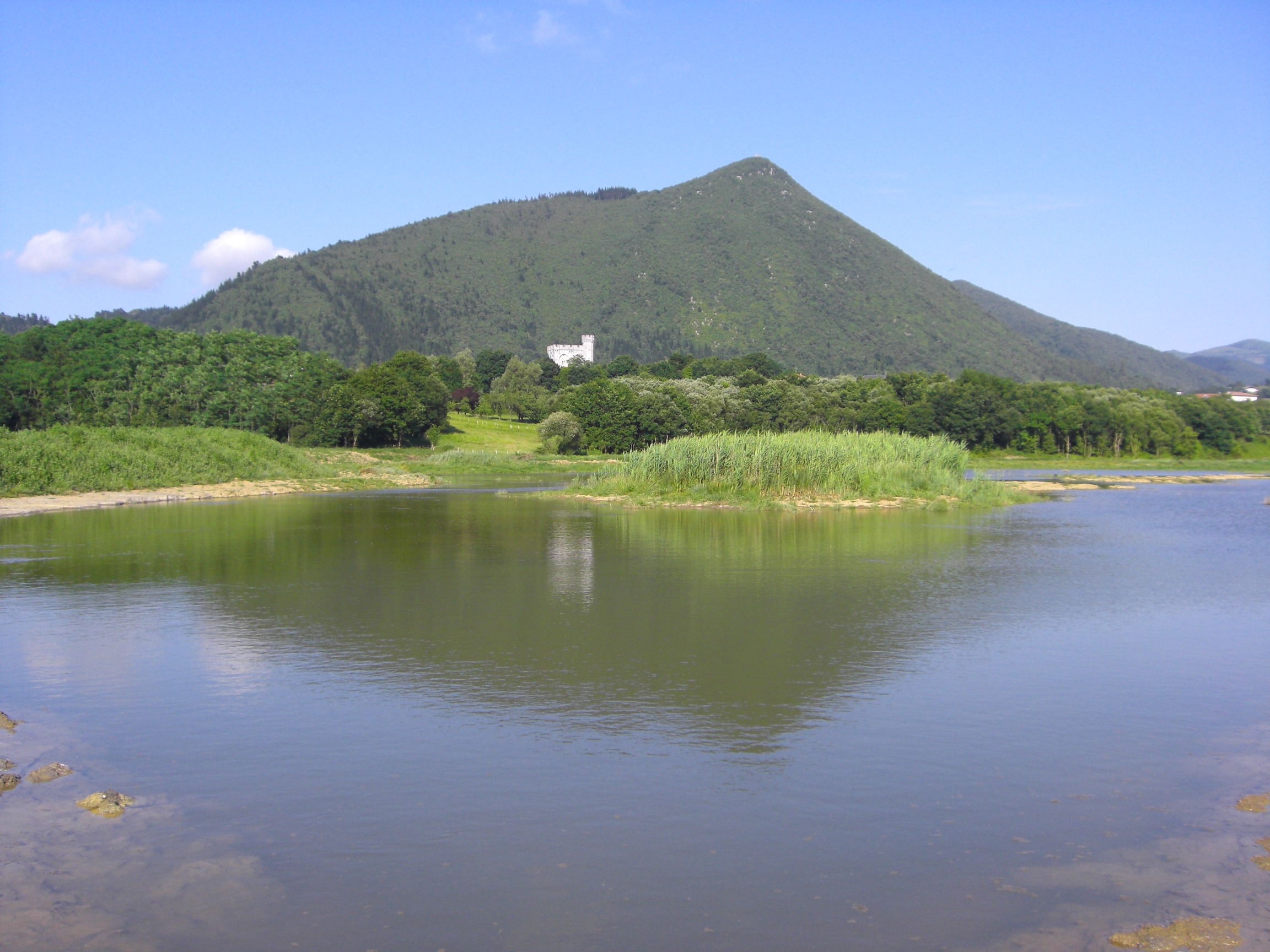
Laguna en la marisma de Gautegiz Arteaga.

Es la zona húmeda en donde se da la mayor parte de la biodiversidad del área protegida. Dependiendo del sustrato y la mezcla del agua salada y dulce se desarrollan especies diferentes. En esta área es donde se refugian las aves en los períodos de migración e invernada. Es la mayor superficie de marisma del País Vasco y la mejor conservada.
En las zonas de alta influencia marina, con salinidad similar a la del mar y suelos de arena o limo arenosos, se desarrolla la zostera de nolti. Esta zona se inunda con la pleamar. Cuando el suelo es limoso y tienen un alto contenido en materia orgánica se desarrolla la Spartina maritima. En la zona que ya no es inundada por la marea o lo es en raras ocasiones, se desarrollan juncales y carrizales. Cuando la salinidad es reducida, aparecen las praderas de elymus.
A partir del siglo XVIII se ha producido la desecación de una parte de la marisma mediante la construcción de lezones o munas en las que se han plantado huertas y prados.

#### Campiña
Es el área que ha sido intervenida directamente por el ser humano. La propia formación de la misma se debe a la explotación agrícola y ganadera de los caseríos. En este ambiente se da una gran riqueza ecológica al alternar los cultivos con prados, landas y bosques. No obstante, se ha iniciado un proceso de deterioro de este ambiente debido al abandono de las labores agrícolas y la plantación de pinos.

#### Bosque de galería
Sobre los cursos de los ríos y arroyos se forma un ambiente húmedo que mantiene una gran diversidad de especies vegetales y rica fauna. El bosque varía en el transcurso del río habiendo diferencias apreciables entre las zonas altas y bajas del curso tanto en especies vegetales como animales.
En este tipo de bosque predomina, sobre todo en terreno llano, el aliso que suele estar acompañado de fresnos, robles y otros arbustos. En la cabecera de los ríos, con la estrechez de los valles, el bosque se llega a convertir en bosque mixto en el que predomina el roble y suele estar acompañado por fresnos, arces, olmos y castaños. En la parte baja de la cuenca, ya en la marisma, el bosque es sustituido por carrizales.
El bosque de galería mantiene un equilibrio de temperatura en las aguas de los ríos que cubre al controlar la entrada de energía a las mismas a la vez que estabilizan las orillas y son un impedimento para la erosión. En algunas zonas de la reserva estos bosques han sido sustituidos por prados y cultivos.

#### Encinar cantábrico
Se asienta sobre sustratos calizos y se complementa con madroño. El ambiente es seco, con poco sustrato que pueda retener el agua de la lluvia que se filtra por la caliza. Suele ser refugio de grandes mamíferos.
Este es un bosque de tipo mediterráneo con amplia presencia en la cornisa cantábrica. La especie principal es de hoja perenne, la encina, que da una cosecha de bellotas anual. Las especies acompañantes varían con las condiciones del terreno. En la reserva encontramos masas de encinares en Atxarte y Ereñozar.
La encina se ha utilizado para la producción de carbón y leña. La forma de explotación en Urdaibai ha sido la de cortar el árbol desde la base lo que produce rebrotes y mucho matorral. En los claros se desarrolla el bortal en el que se da el madroño junto al labiérnago negro o el aladierno.

#### Plantaciones forestales
La mayor parte de la superficie de la reserva está ocupada por plantaciones forestales destinadas a la explotación maderera. Son bosques de coníferas y eucaliptos que están sometidos a los procesos propios de la explotación forestal y que impiden la consolidación de cierta vida animal. Su importancia ecológica es escasa.

### Fauna
La gran cantidad de ecosistemas que se dan en el área protegida de Urdaibai hace que la riqueza faunística sea elevada, con 318 especies registradas, sin contar las aves. Estas destacan por su presencia e importancia, con 55 especies identificadas de aves acuáticas de las familias ardeidas, anátidas, rállidas, carádridas, escolopácidas y láridas, entre otras.

#### Peces
Los peces que pueblan los cursos fluviales de la reserva difieren con el lugar del curso del río. En la cabecera y tramo alto del curso se encuentra trucha, locha, anguila, cabuxino enano y escallo mientras que en los tramos medios aparecen también barbo y loinas que van haciéndose más abundantes según el río se aproxima a su desembocadura en detrimento de los anteriores. En la ría se dan especies de agua salada como el cabuxino enano, corcón, platija y anguila.

#### Anfibios
Muy presionados por las condiciones medioambientales y la actividad humana, en Urdaibai hay un buen número de especies de anfibios como salamandras, tritones jaspeados, sapos, ranas bermejas, ranas de San Antonio y ranas patilargas y eslizones tridáctilos.

#### Reptiles
Hay especies de lagartos y lagartijas como la lagartija ibérica de Izaro y el lagarto verdinegro, así como algunas culebras.

#### Aves
Las aves son el segmento más significativo de la fauna del Urdaibai. La ubicación de la reserva en pleno recorrido migratorio hace de sus marismas un lugar de invernada y paro migratorio (descanso y alimentación) de muchas de las aves que migran entre los continentes de Europa y África. A esta función de refugio se suman las especies sedentarias y las estivales que utilizan la reserva como lugar de nidificación.

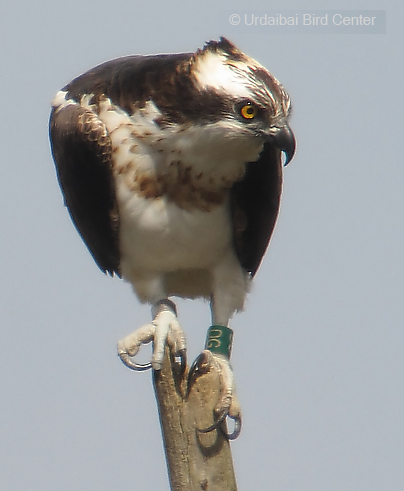
Pandion haliaetus

Desde 2009, el estudio de las aves de la marisma y alrededores se lleva a cabo a través del Urdaibai Bird Center, centro ornitológico de referencia a nivel europeo.[cita requerida] Entre los proyectos que se llevan a cabo se estudian la ecología espacial y uso del hábitat, los  movimientos migratorios, la biología, dinámica poblacional y otros aspectos de las aves de este entorno protegido. Mediante el anillamiento científico se procede a la realización de estudios que tienen como objetivo profundizar en el conocimiento de las especies.
Según el último Anuario Ornitológico del humedal de Gautegiz Arteaga realizado por Urdaibai Bird Center, entre las especies más representativas destacan la garza real, la espátula común, el águila pescadora, el avetoro, la cigüeñuela común, el archibebe claro, el zampullín común, la garceta grande, el silbón europeo, el alcotán europeo, el carricerín cejudo y el martín pescador. Todas ellas observables en diferentes momentos del año. Hay que destacar que en Urdaibai hay presencia de especies raras o muy raras en las zonas húmedas españolas como barnacla carinegra, eider común, negrón especulado o pato havelda así como barnacla cariblanca y cisne cantor cuyo número aumenta con la temporada invernal.
- Memoria de investigación ornitológica 2013
- Memoria de investigación ornitológica 2012
- Anuario 2010-2011

Desde la regeneración de la laguna de Orueta en el municipio de Gautegiz Arteaga, la nidificación de especies en Urdaibai ha aumentado. Actualmente se pueden encontrar nidificaciones de porrón europeo, cigueñuela común, zampullín común, ánade azulón o focha común entre otras. Entre los paseriformes destacan la nidificaicón de golondrina común y carricero común en la zona de carrizales y praderios.

#### Mamíferos
Entre los mamíferos podemos distinguir pequeños y grandes. Entre los pequeños mamíferos encontramos en Urdaibai topos, musarañas, topillos rojos, lirones grises, ratillas de campo y diversos ratones de campo. 
Los grandes mamíferos son numerosos y hay especies relevantes como el visón europeo que está en peligro de extinción o el lirón gris, el turón y el gato montés que están protegidos. También hay conejos, ginetas, garduñas, musgaño patiblanco, jabalí y corzo. Se puede ver algún visón americano escapado de alguna granja.

#### Artrópodos
Se han identificado 250 especies de insectos que pertenecen a 15 órdenes y 97 familias y 77 especies de arácnidos pertenecientes a 23 familias, estando algunos de ellos protegidos.

## Definición de áreas
En función de las características físicas y ecológicas se califican las siguientes áreas dentro del terreno protegido:

### Áreas de especial protección
Son las que requieren especial cuidado por acoger los ecosistemas singulares o más frágiles. Se subdivide en.
- Área de la ría: espacio de la ría con sus zonas intermareales constituidas de fangos o marisma, bien estén dentro del flujo hídrico o fuera de él. También forman parte de estos terrenos las zonas intermareales y supramareales de arenas y las submareales del cauce de la ría.
- Área litoral: es la franja del litoral que está comprendida entre los extremos de la costa, incluye las islas y excluye el área de la ría.
- Área de encinares cantábricos: son los bosques que se desarrollan sobre terreno calizo teniendo como especie principal la encina cantábrica. Hay cuatro encinares definidos, encinar de Atxarrea, encinar de San Miguel de Ereñozar, encinar de Atxapunte y encinar de Atxondo.
- Área de interés arqueológico: son zonas donde hay constancia de yacimientos arqueológicos o alta posibilidad de que los haya. Se subdividen en yacimientos de cuevas y yacimientos al aire libre.

### Áreas de protección
Son zonas menos frágiles que las anteriores pero también necesitadas de protección al albergar sistemas sensibles y elementos de especial interés. Se subdividen en zonas de protección de litoral y márgenes de arroyos de alto interés naturalístico, paisajístico e histórico; zona de protección de encinares, bosquetes naturales y suelos erosionados; zona de protección paisajística con territorios de alta vulnerabilidad visual y escenográfica y zonas de interés histórico y artístico.

### Áreas de interés agrario
Abarcan los mejores suelos agrícolas de la reserva, donde se intenta conservar el recurso natural controlando la forma de explotación y aprovechamiento. Se subdividen en zona de vegas, zona sobre acuíferos y zona de interés agrario general.

### Áreas forestales
Son terrenos de la cabeceras de los ríos y arroyos sensibles a la erosión por su gran pendiente. En estas áreas se da la explotación de especies forestales comerciales cuya metodología de aprovechamiento puede causar problemas de erosión. Se persigue la compatibilidad del aprovechamiento forestal y la regeneración de la vida silvestre. Las áreas forestales se subdividen en áreas de riesgo de erosión moderados y áreas de riesgo muy alto (suelos con pendientes del 50% o superiores al 30% con litología sensible frente a la erosión).

### Áreas del núcleo de población
Son zonas donde la aproximación de edificaciones residenciales forman un núcleo poblacional. Se pretende compatibilizar el mayor y mejor desarrollo con el menor impacto ambiental.

### Áreas de suelo rústico común
Son zonas de aprovechamiento agrícola, ganadero y forestal muy intervenidas por el ser humano. Estas áreas son importantes para la avifauna migratoria invernante y las posibilidades de desarrollo para el esparcimiento. También tienen la importancia de los aprovechamientos agrícolas, ganaderos y forestales que se han venido produciendo, históricamente, en ellas.

### Áreas de sistemas
Son zonas donde se ubican las instalaciones necesarias para el desarrollo del territorio y el esparcimiento y recreo. Se busca un impacto ambiental reducido así como su integración en el paisaje.

## El nombre
El nombre con el que ha sido bautizada el área protegida, el de Urdaibai, hace referencia al entorno de la ría y tiene su origen en una casa torre existente a orillas del Oka. Esta casa torre, de la que únicamente quedan ruinas, es conocida popularmente como Torre del Perejil.  Fue en los años setenta en los que se comienza a utilizar este nombre para referirse a toda la zona que abarca: ría y tramos costeros correspondientes.
Esta determinación viene a coincidir con la comarca de Busturialdea, es decir "zona de Busturia". Busturia o Vusturia ya aparece en un documento del siglo XIV en el que el Conde de Barcelos hace referencia a una batalla en la que fue vencido el conde asturiano don Moniño siglos antes. La denominación de Busturialdea se utiliza para denominar a la comarca, en un sentido político, mientras que Urdaibai es la denominación de la reserva.
La localidad de Mundaca se asienta en la boca de la ría, siendo Guernica la más relevante de la zona, por lo que, al menos hasta la estandarización del nombre, se han usado las denominaciones de estuario de Mundaca y ría de Guernica.

## Ocupación humana
La población de la comarca de Busturialdea, que coincide prácticamente con la de la zona protegida por la Reserva de la biosfera de Urdaibai, es de unos 45 000 habitantes que se ubican, en un 80%, en las villas de Guernica y Luno y Bermeo. La presencia humana ha sido continua en la zona desde tiempos prehistóricos, teniendo testimonios basados en hallazgos desde el Paleolítico Superior. Destacan los restos romanos y en especial la necrópolis con enterramientos interrumpidos desde el siglo I hasta el siglo XIX hallada en la iglesia de San Martín de Tours de Fórua.
Las dos poblaciones más grandes son los municipios de Bermeo y Guernica y Luno. Bermeo, es una villa fundada en 1236 y uno de los puertos pesqueros más importantes de Vizcaya. Es la localidad más poblada de la comarca y fue capital del Señorío de Vizcaya desde el año 1476 hasta el 1602. Guernica y Luno está formada por la unión de la histórica villa de Guernica con la anteiglesia de Luno. Guernica, fundada en 1366, es sede histórica de las Juntas Generales de Vizcaya y en ella está la casa de Juntas con el Árbol de Guernica, símbolo de los fueros vascos. También es famosa mundialmente por el bombardeo sufrido en la guerra civil española de 1936, motivo del cuadro de Picasso Guernica. 
El resto de las poblaciones son pequeños núcleos que atienden a la histórica demarcación política del señorío de Vizcaya en el que la llamada tierra Llana se organizaba en anteiglesias. Mundaca y Elanchove son poblaciones costeras, la primera de ellas está en la desembocadura del Oka. Ambas poblaciones tienen un origen pesquero aunque el motor económico actual es el turismo.
El caserío es la unidad residencial y de explotación agrícola y ganadera en la que se ha basado tradicionalmente la habitabilidad de la comarca del Busturialdea. Este tipo de interrelación del hombre con el medio ha producido el paisaje de campiña atlántica que conforma buena parte del área del Urdaibai.  Dentro del territorio del Urdaibai hay una gran variedad y riqueza de caseríos, todos ellos ejemplos de la arquitectura rural y de gran valor etnográfico.
La economía se basa en la metalurgia, la pesca, la agricultura y la explotación forestal. También hay un sector turístico, centrado principalmente en las playas locales y en los valores naturales de la reserva. Mundaca es especialmente atractivo para los surfistas de todo el mundo.
- Anexo:Catálogo del patrimonio cultural e histórico artístico de Urdaibai

### Arqueología
La zona del estuario de Urdaibai es un lugar con mucha riqueza natural que ha permitido asentamientos humanos desde tiempos prehistóricos. Los yacimientos arqueológicos existentes dan testimonio fehaciente de esa ocupación. Hay restos que permiten mantener la ocupación humana desde el Paleolítico Superior (30000 - 8000 antes de Cristo) hasta la actualidad, pasando por el periodo de ocupación romano.
El hábitat prehistórico utilizado en la comarca ha sido el de la cueva. Antes del Neolítico se desarrolló una cultura basada en la explotación intensiva de todos los recursos que ofrecía el valle, mientras que después el desarrollo de la agricultura y la ganadería fue imponiendo su paisaje.
Los yacimientos son espacios muy frágiles y de especial interés en difundir su información. Estas dos características contradictorias deben ser cuidadosamente equilibradas.
Dolmen de Sollubeko Iturri
Cerca de la cima del monte Sollube, a 545 m de altitud, se localiza el dolmen Sollubeko Iturri. Tienen una altura de 1,20 m y una estructura tubular de 14 por 12 m de diámetro. Ha sido dañado por trabajos forestales y algunas losas de su cámara funeraria se han desplazado. Fue localizado por J.C. López Quintana y E. Sampedro en 1989.
Cueva de Atxeta
En Fórua, frente a la cantera de Atxagakoa se halla esta cueva que fue excavada en 1959 y 1960 por José Miguel de Barandiarán. Se han encontrado restos desde el Solutrense (18000 antes de Cristo.) hasta la Edad del Bronce.
Dolmen de Munjozuri
A 541 m de altitud en el collado entre el monte Galarei y el Buzterrigana, se ubica el dolmen de Munjozuri. Fue descubierto en 1990 por J.C. López Quintana. Mide 1,10 m de altura y 12 m de diámetro. En una cata se han hallado restos de industria lítica.
Cueva de Santimamiñe

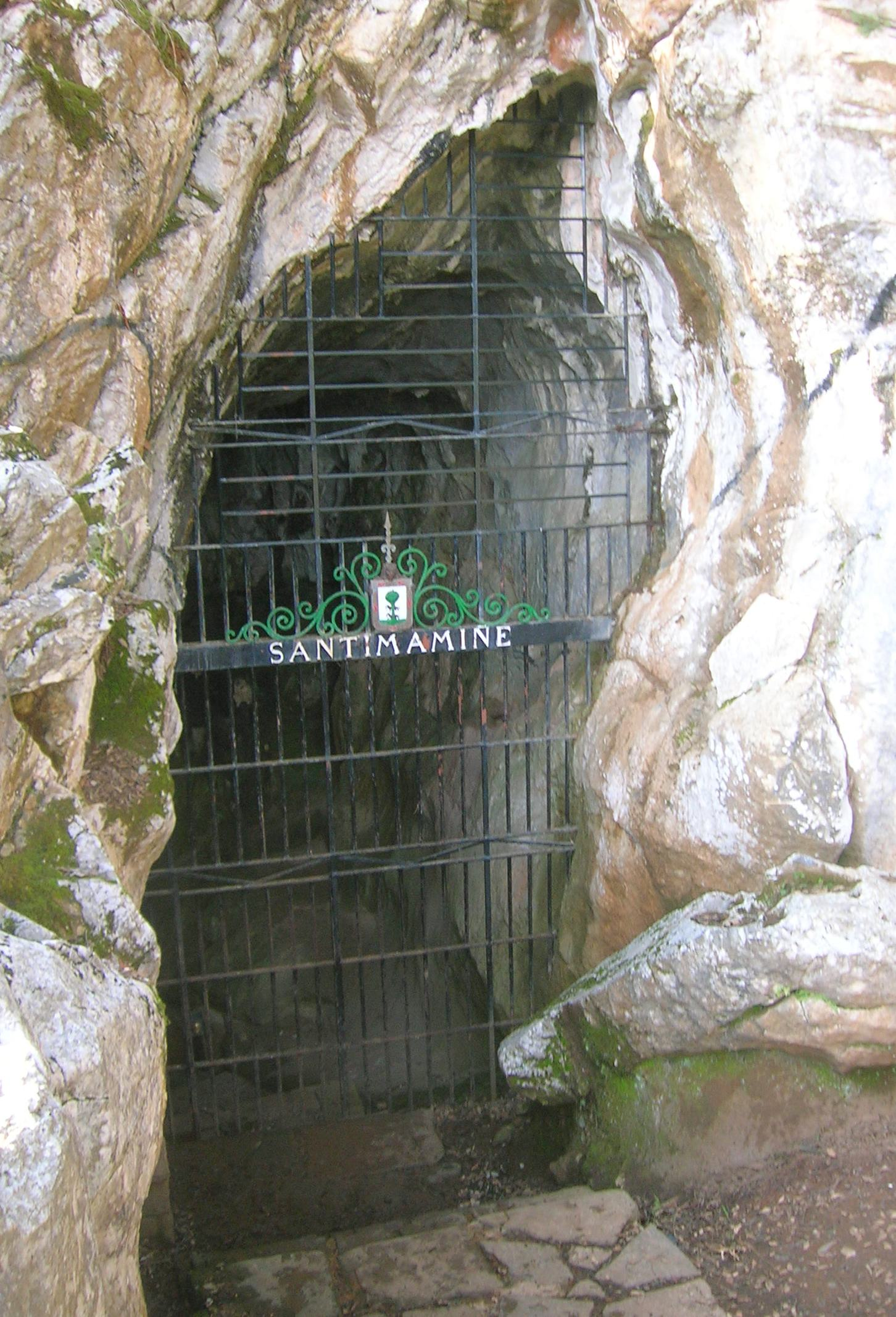
Entrada de la cueva de Santimamiñe.

La cueva de Santimamiñe es el yacimiento prehistórico más importante de Vizcaya. En ella se halla un gran conjunto de arte rupestre del período Magdaleniense (14 000 y 9 000 años antes de Cristo.). Hay restos arqueológicos desde inicios del Paleolítico Superior, Auriñaciense (30 000 años a. C.), hasta la época final del Bajo Imperio romano.
Ubicada en Cortézubi, en el barrio de Gautegiz-Arteaga, fue descubierta en 1916 y el estudio principal se realizó entre 1918 y 1926 y en él participaron Telesforo de Aranzadi, José Miguel de Barandiarán y E. Eguren. Posteriormente se han realizado más estudios. En 1997 se cerró al público la cámara de pinturas para su protección y en el 2006 la totalidad de la instalación. Desde ese año se realiza un estudio en profundidad del yacimiento.
La cueva de Santimamiñe forma parte del conjunto de yacimientos prehistóricos del arco Atlántico. En el País Vasco hay otros yacimientos que completan un amplio panorama de hallazgos pictóricos rupestres que se suman a los de Asturias, Cantabria y Aquitania.
Cueva de Sagastigorri
Se ubica muy cerca de la de Santimamiñe, 100 m más abajo. Fue excavada por José Miguel de Barandiarán y Mario Grande en 1958. Se han hallado restos de uso como recinto sepulcral en la Edad del Bronce y un tesoro romano compuesto por 80 monedas de bronce emitidas entre el año 335 y 408.
Oppidum de Marueleza y santuario de Gastiburu
El Oppidum de Murelaza, situado en él la cumbre del monte Arrola (como también se le conoce) en el cordal de Gastiburu, junto con el cercano Santuario de Gastiburu, ambos de la segunda Edad del Hierro (S. III a s. I a. C), están considerados como el mayor poblado de la Edad del Hierro de Vizcaya y el más importante del Cantábrico oriental. El cercano Santuario de Gastiburo es un yacimiento especialmente relevante por su construcción y finalidad, relacionada con eventos asamblearios, religiosos y de predicción de las estaciones.
Poblado Romano de Forua

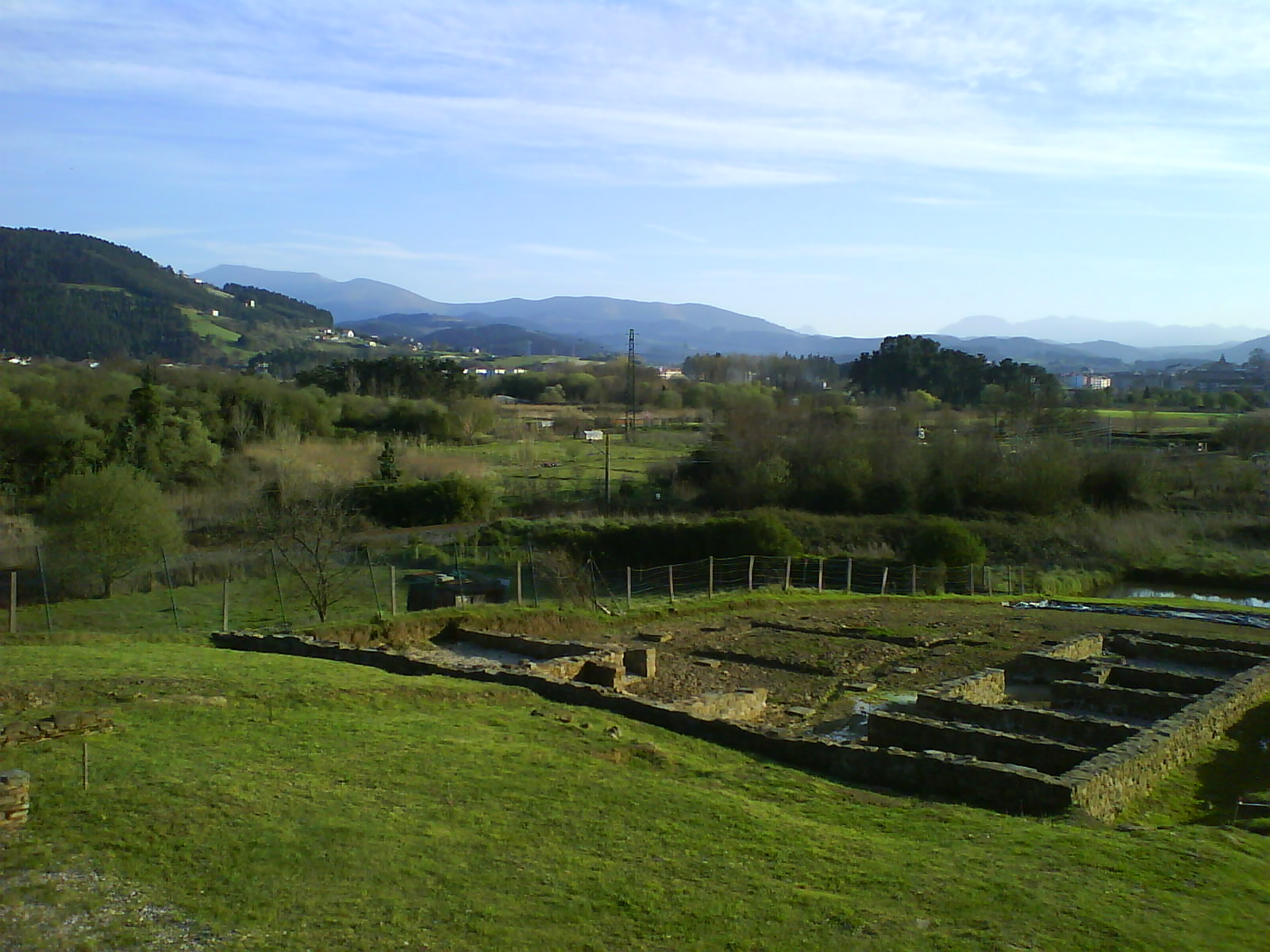
Restos del poblado romano de Forua.

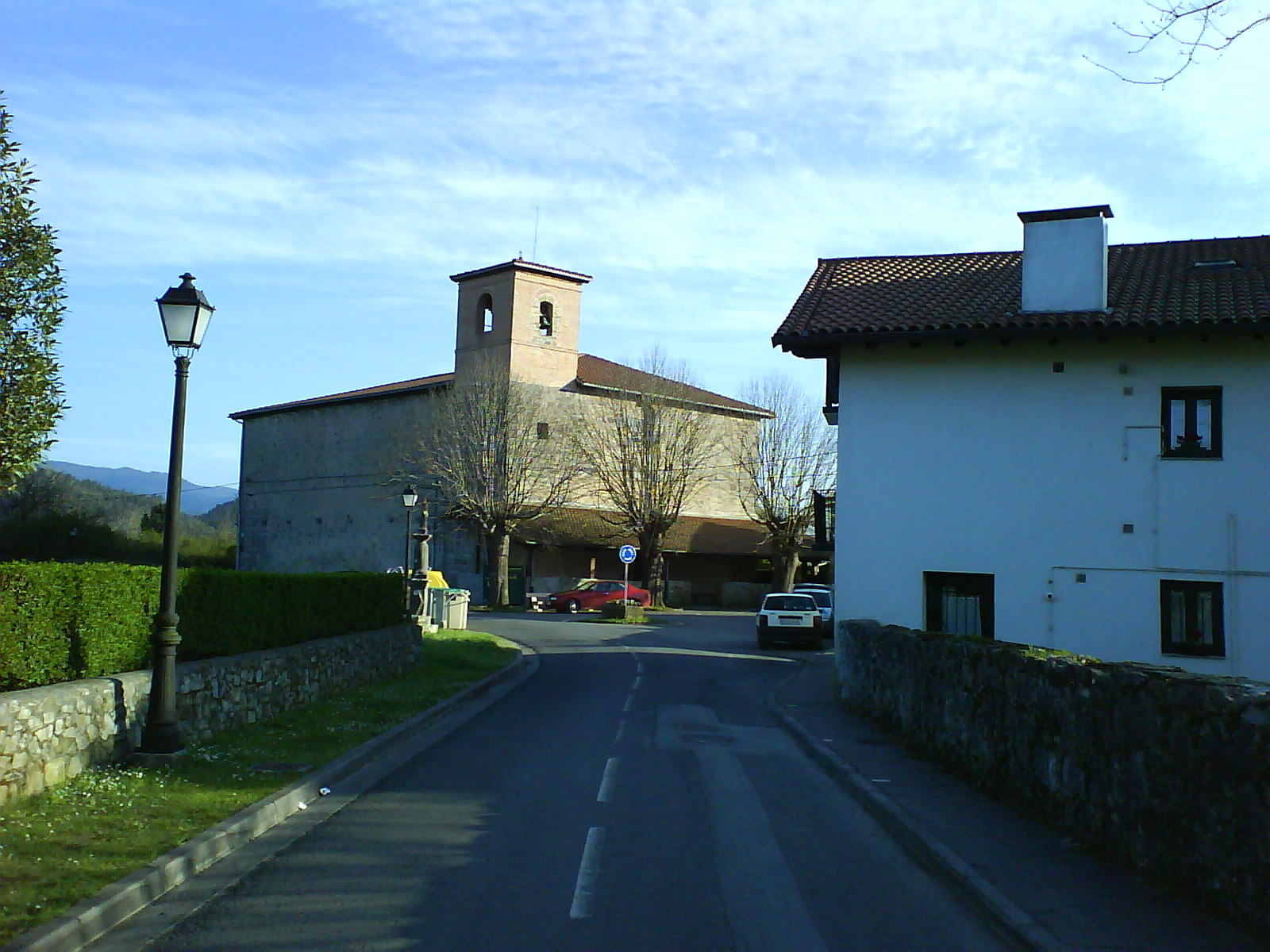
Iglesia de San Martín de Forua, en su subsuelo hay enterramientos desde el siglo I hasta el.

El nombre de Forua hace referencia a su antiguo origen romano, viene de "forum". Hay evidencias arqueológicas de un poblado romano en época de los emperadores Claudio y Nerón (del año 41 al 68). Este poblado está ubicado en la ladera sur de la colina de Elixalde, ocupa una superficie de 15 ha y estaba delimitado por un muro.
Vivió un momento de esplendor durante el siglo II. En el siglo IV se abandonó el poblado y sus habitantes se refugiaron en algunas cuevas vecinas, como la de Peña Forua. La actividad que se realizaba en el poblado era la típica de una sociedad agropecuaria con metalurgia y comercio. Este poblado está relacionado con el puerto romano cercano.
El yacimiento se descubrió en 1982 gracias a la aparición de dos aras romanas de mármol rojo de Ereño con epígrafes latinos.
Durante los trabajos de restauración de la iglesia de San Martín de Fórua, construida sobre parte del poblado romano, en el año 2005 se realizaron unas excavaciones arqueológicas por iniciativa del departamento de Cultura de la Diputación de Vizcaya. El resultado de esas excavaciones fue el descubrimiento de una necrópolis que alberga enterramientos ininterrumpidos desde la época romana, siglo I, hasta el siglo XIX, cuando se prohibió el enterramiento en el interior de los templos.
La presentación de los resultados de la excavación publicada por la Diputación de Vizcaya en junio de 2006 dice:

A lo largo de los trabajos se han hallado cerca de un centenar de tumbas cuya antigüedad oscila entre 200 y 1600 años, es decir, desde la época romana hasta el siglo XIX

- Puesta en valor de la necrópolis de la iglesia de san Martín de Forua

El puerto romano de la ensenada de Portuondo (Pedernales, Mundaca)
Con motivo de los estudios que se realizaron en la comarca de Busturialdea tras el descubrimiento del poblado romano de Forua, en 1986 se descubrieron en el fondo de la ensenada de Portuondo restos de cerámica romana datada entre los siglos I y III de nuestra era. Una búsqueda detallada del origen de dicha cerámica dio como resultado el hallazgo sobre la zona alta del promontorio de Portuondo de los restos de una construcción romana.
En octubre de 1988 los arqueólogos Ana Martínez Salcedo y Mikel Unzueta realizaron la excavación correspondiente, que dio como resultado la ubicación de un espigón de 2 metros de grosor y los restos de otros edificios, algunos en el fondo de la ensenada. Los materiales hallados son similares a los del poblado.
Entre las funciones del puerto estaba la de permitir el comercio por la ría del Oka cambiando de tipo de embarcación (el calado no era suficiente para los barcos de carga).
Necrópolis romana de Tribisburu
Tribisburu es un yacimiento de época romana situado en la ladera del monte Sollube en terrenos de los municipios vizcaínos de Bermeo y Busturia. El yacimiento podría ser una necrópolis de incineración datada de los siglos del I al III después de Cristo. Sería la única necrópolis de incineración que se ha hallado en Vizcaya.
Ermita de San Miguel de Ereñozar
Situada en la cumbre del monte Ereñozar guarda a su alrededor una necrópolis medieval y restos de un castillo del  siglo XII. Las tumbas están realizadas con grandes sillares, una de ellas está cubierta con una lápida que luce una cruz patada.
Tejera de Terlegiz
Es un horno de cocción de tejas de tiro vertical semiexcavado en el terreno que se ha mantenido en uso hasta el siglo XVII. Fue descubierta en 1982.

### Monumentos
La larga historia de los pueblos de las tierras que componen la Reserva de la biosfera de Urdaibai ha dalo lugar a un rico patrimonio monumental que va desde castillos a molinos y desde iglesias a ferrerías.

#### Molinos de marea
Una de las construcciones más importantes atendiendo al uso de la energía de las mareas para la producción de movimiento es la de los molinos de marea. Hay constancia de que en el siglo XVIII existían en la zona 6 molinos de este tipo. De ellos solo queda a principios del siglo XXI uno, el de Ozollo.
Estos molinos de marea aprovechan el desnivel entre la pleamar y la baja mar para generar la energía necesaria para hacer su labor. El agua de la pleamar se almacenaba mediante muros y terraplenes. En el punto inferior del estanque así formado se ubicaba el edificio de molienda. Cuando se estaba en la mitad del periodo de baja mar se soltaba el agua almacenada que movía las ruedas y las piedras de moler.
El molino de Ozollo fue construido en 1683 por los señores de la casa de Arteaga (luego sería los Condes de Baños) y dejó de funcionar en la primera parte del siglo XX. Consta de un gran depósito de agua de marea de unos 200 m² con muros de 2 metros de altura y 3 de anchura. Hay tres entradas de agua para tres rodetes que confluyen en dos huecos de salida. El edificio, que es casa residencial y molino, se ubica en la orilla de la ría y tiene planta rectangular de dos alturas (la superior parece añadida) con tejado a dos aguas. En la planta baja se ubicaban los bancos de molienda del que quedan restos de uno de ellos con dos muelas.

#### Castillo de Arteaga

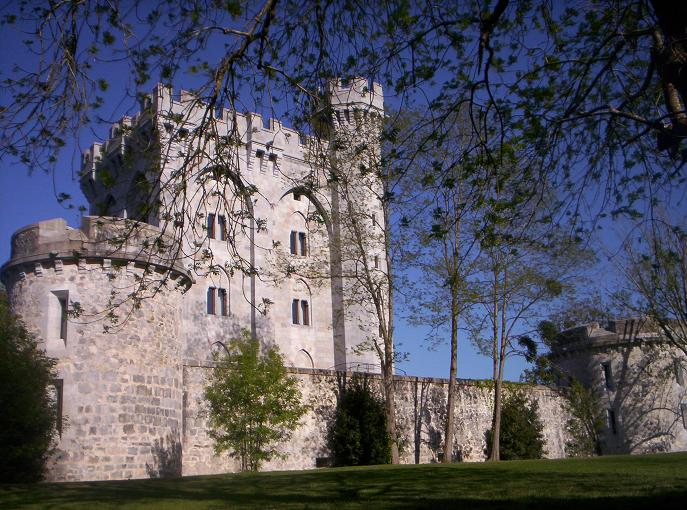
Castillo de Arteaga.

Ver Castillo de la Emperatriz Eugenia de Montijo
Cercano al cauce del Oka, este castillo es un edificio de estilo neomedieval que está inspirado en las torres del homenaje de los castillos franceses y en los donjons. Se construyó por encargo de Eugenia de Montijo (esposa de Napoleón III de Francia) al arquitecto Couvrechef en 1856. Está compuesto por una torre del homenaje con una estrecha torre adosada (que alberga una escalera) y un recinto murado de planta cuadrada, con torres cilíndricas en los cuatro ángulos. 
La torre principal tiene cuatro pisos que se unen mediante la escalera en espiral. Las paredes exteriores están formadas por arcos apuntalados de 30 m de altura cerrados por paños de muro. Rodea este conjunto una muralla del siglo XVI con cornisa de matacanes y los vanos. Se cree que tuvo un puente levadizo y foso. La decoración corresponde al estilo romántico. Tiene un escudo, el de los Guzmanes, sobre la puerta de acceso.
La construcción ocupó el lugar de un castillo anterior que databa del siglo XIII. En 1358 fue destruido por el rey Pedro de Castilla pero se levantó nuevamente. Fue pieza clave en las guerras que se han producido en la zona. Desde hace unos años, alberga un hotel-restaurante

#### Bosque animado
Es un bosque de pino de Monterrey en cuyos árboles se han realizado pinturas que componen, entre varios árboles, diferentes figuras. Obra del artista Agustín Ibarrola, se ubica en el valle de Oma, en Cortézubi, cerca del domicilio del artista.

#### Casa-torre de Ercilla

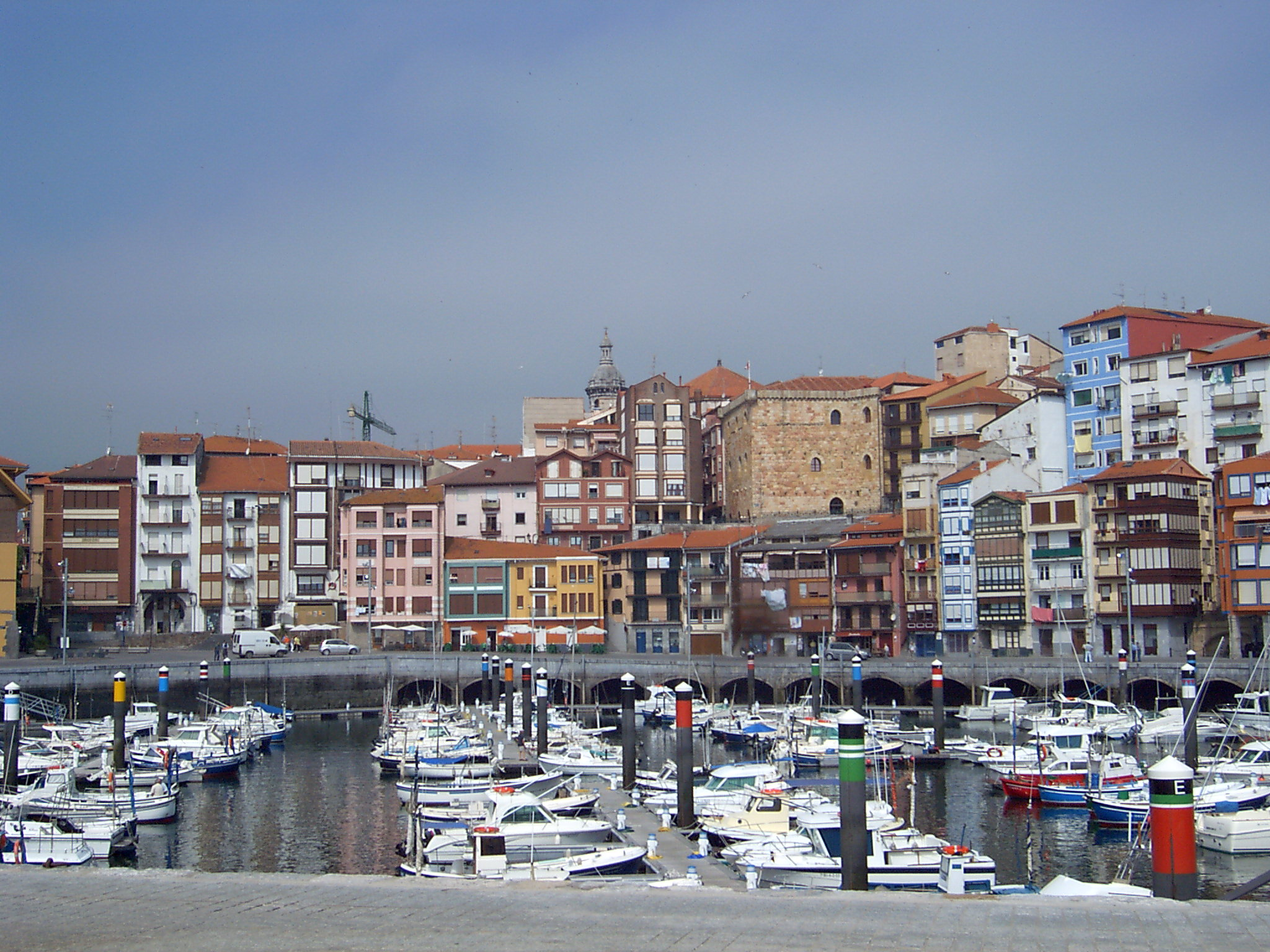
La casa-torre Ercilla en el puerto deportivo de Bermeo

De finales del siglo XV o principios del XVI es una casa torre de carácter defensivo. Se ubica en el casco urbano de Bermeo sobre un acantilado que domina el puerto menor, el histórico de la villa, y en la actualidad es sede del museo del pescador desde 1948 y Monumento Nacional.
El edificio es de planta hexagonal irregular cubierta con tejado a seis aguas. La fachada principal es de arenisca en sillería muy cuidada; la que da a otra calle es también de sillería pero más tosca mientras que las otras fachadas son de mampostería. Se ha venido utilizando como almacén de útiles de pesca y vivienda hasta 1948. El año anterior había sido adquirida por la Diputación. Ese año fue restaurada devolviéndole el aspecto original.

#### Iglesia de Santa Eufemia de Bermeo
Es una iglesia gótica en la que tenía lugar el último acto de la jura de los fueros por los Señores de Vizcaya.

#### Convento y claustro de San Francisco de Bermeo
Conjunto monacal conformado por Iglesia, residencia y claustro, se fundó por el Conde D. Tello y D.ª Juana de Lara, su mujer, señores de Vizcaya, el 30 de enero de 1357 concluyendo la obra a finales del siglo XVI. Fue construido extramuros enfrente a la puerta que se llamaba "de los ferreros" que daba acceso a la zona de ferrerías y astilleros. La puerta pasaría a llamarse "de San Francisco" posteriormente.
En 1812 fue incendiado por los ingleses y a partir de allí se dedicó a cuartel y cárcel pasando el 14 de diciembre de 1870 a depender del ayuntamiento de Bermeo. En 1882 se instaló una escuela en el primer piso y cuatro años después se estableció en la planta baja el "peso real" y el juzgado municipal y en 1928 se ubicó el mercado municipal en el claustro. 
El mercado se mantuvo en ese lugar hasta 1994 que fue cerrado y restaurado el claustro, que data del siglo XV. Es un rectángulo de 14 m de lado con galerías de 3,85 m de anchura hecho en arenisca. La galería se abre al patio por huecos en arco apuntalado que se apoyan en pilares que simulan coludillas, 2 o 3, con capiteles cilíndricos y basas octogonales sobre plinto corrido. En los vértices se dan arcos escárzanos que se apoyan en ménsulas que simulan figuras (fraile rezando, fraile músico flanqueado por dos cantores, fraile predicador y tres monjes). 
La iglesia es de estilo gótico con planta rectangular en una sola nave que se cubre con bóveda de crucería. En el muro se construyeron capillas de enterramiento para las familias nobles de la villa.

#### Iglesia de San Martín de Tours de Forua
La iglesia de San Martín de Tours de Forua es una iglesia de estilo gótico-renacentista de salón muy modificada en el siglo XIX. En su interior guarda una necrópolis con enterramientos ininterrumpidos desde el siglo I (de época romana)  de nuestra era hasta el siglo XIX, cuando se prohibió realizar enterramientos dentro de las iglesias. Es la nécrópilis más antigua de Vizcaya y da testimonio de la presencia romana en el territorio. El mobiliario está conformado por retablos de los siglos XVII, XVIII y XIX. En el año 2005 se comenzó una restauración, que dio lugar al descubrimiento de la necrópolis, acabando el acondicionamiento del templo cinco años después. La importancia de la necrópolis hallada dio lugar a que se buscara la forma de que la misma pudiera ser visitada sin impedir el culto en el templo. Por ello se realizó un cubrimiento de las excavaciones mediante una superficie acristalada.

#### Iglesia de Santa María de Idibaltzaga
Es la iglesia parroquial de Rigoitia que forma parte de un conjunto constituido de iglesia, ermita, cementerio y casa cural situado fuera del núcleo urbano original de la población. Data del siglo XVI de la que conserva parte de los muros y la portada y fue severamente modificada en una reforma realizada en el siglo XIX por Martín de Echaburu.
La planta es rectangular (doble de largo que de ancho) y tres naves de igual altura que conforman una iglesia salón, también denominada columnaria o hallenkirche. No tiene cabecera y las naves están separadas por columnas toscanas de tipo clásico, baída de tabiquería. Esta reforma dio al templo el aspecto de las típicas iglesias salón de transición gótico-renacentistas.
La portada, situada en el centro del muro derecho, es renacentista. Es un arco de medio punto que se enmarca en pilastras jónicas de fustes rebajados. Sobre el arco se abre un frontón triangular con espejo en el tímpano. Hay dos medallones a ambos lados de la puerta representando a San Pedro y a San Pablo y en el centro un relieve de la Asunción.
Un gran pórtico rodea toda la edificación. La torre, que se ubica a los pies, permite el paso de un lado al otro. Es un edificio de tres plantas en cuya planta superior se ubican las campanas. Data del siglo XVII y es obra de Juan Ochoa de Uría y Domingo de Erezuma.
En el interior el retablo del altar mayor está realizado durante la reforma pero aprovecha los relieves del anterior que datan entre 1649 y 1653. Los otros retablos son: uno de 1747 de Andrés de Uribe y el otro de 1760 de Pedro de la Lastra. En la capilla del Cuerpo Santo se conserva un cuerpo momificado conocido como Gorputz Santue (cuerpo santo) que ha sido muy venerado en la comarca. Junto a esta momia hay una tabla en bajorrelieve datada en el siglo XVII que ilustra la Leyenda de Idibaltzaga que cuenta el traslado por parte de la virgen de las obras de la iglesia que los vecinos querían construir en el pueblo.

#### Casa de Juntas y Árbol de Guernica

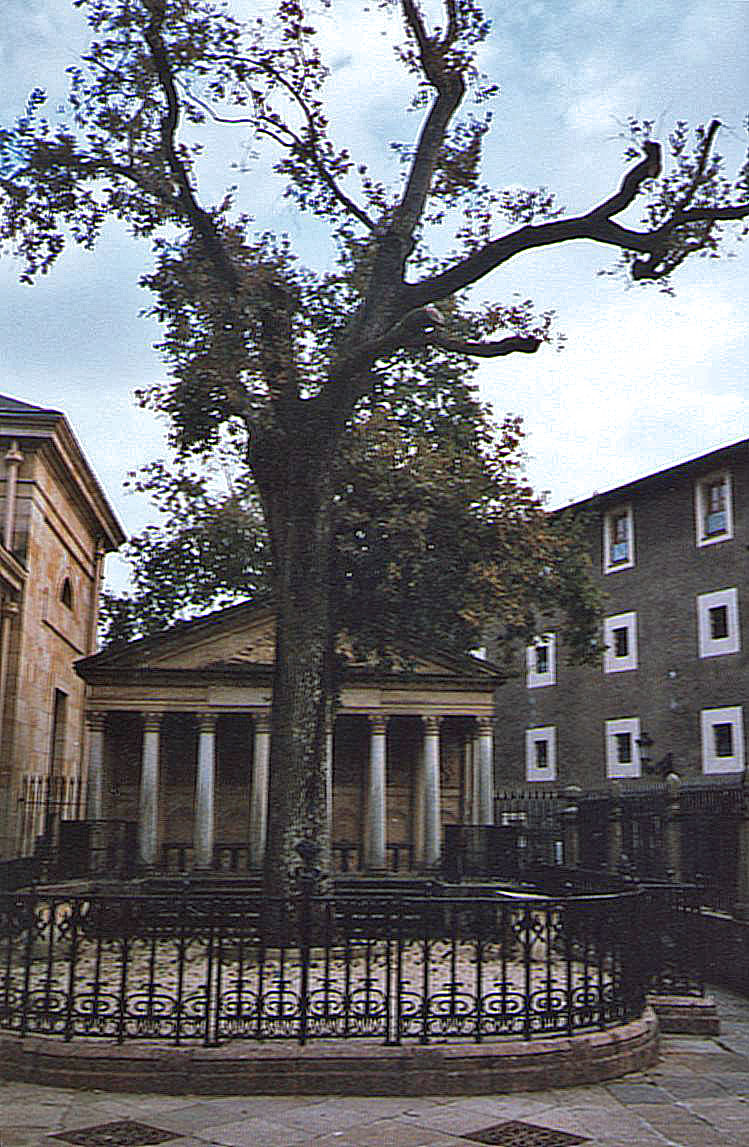
El Árbol de Guernica es el símbolo de las libertades vascas (vizcaínas).

La Casa de Juntas de Guernica es un conjunto monumental con significación política que se sitúa en la villa de Guernica. El corazón de conjunto es el Árbol de Guernica, un roble bajo el cual se venían celebrando las Juntas del Señorío de Vizcaya, y el edificio anexo que en tiempos fue la iglesia de Santa María La Antigua. En la actualidad es la sede de las Juntas Generales de Vizcaya, máximo órgano institucional del territorio histórico.
El edificio actual se construyó en 1826 obra del arquitecto Antonio de Echevarría. Es un buen exponente del neoclásico.  Reúne las funciones de iglesia y parlamento. Para ello diseñó un área elíptica en donde a los lados se ubican los asientos para los junteros y en la cabecera se ubica un altar que se reconvierte en mesa presidencial.

#### Iglesia de Santa María de Guernica
Es un templo gótico renacentista construido en 1441 (según la inscripción que aparece en la portada). De planta rectangular consta de tres naves de igual altura y ábside poligonal.

#### Parque de los pueblos de Europa
Al lado de la Casa de Juntas de Guernica se creó el Parque de los Pueblos de Europa con la finalidad de que fuera el centro del simbolismo de la ciudad de la Paz que quería significar Guernica a raíz del bombardeo que sufrió la villa foral durante la ofensiva de las fuerzas alzadas contra el gobierno de la Segunda República Española en abril de 1937 en plena guerra civil española. 
La obra de Eduardo Chillida, La casa de nuestro padre, realizada por el autor con motivo del 50 aniversario del bombardeo es, junto con la obra de Henry Moore, Gran figura en un refugio, el corazón de este parque y de su significado.

#### Torre Madariaga y Centro de Biodiversidad de Euskadi "Ekoetxea"

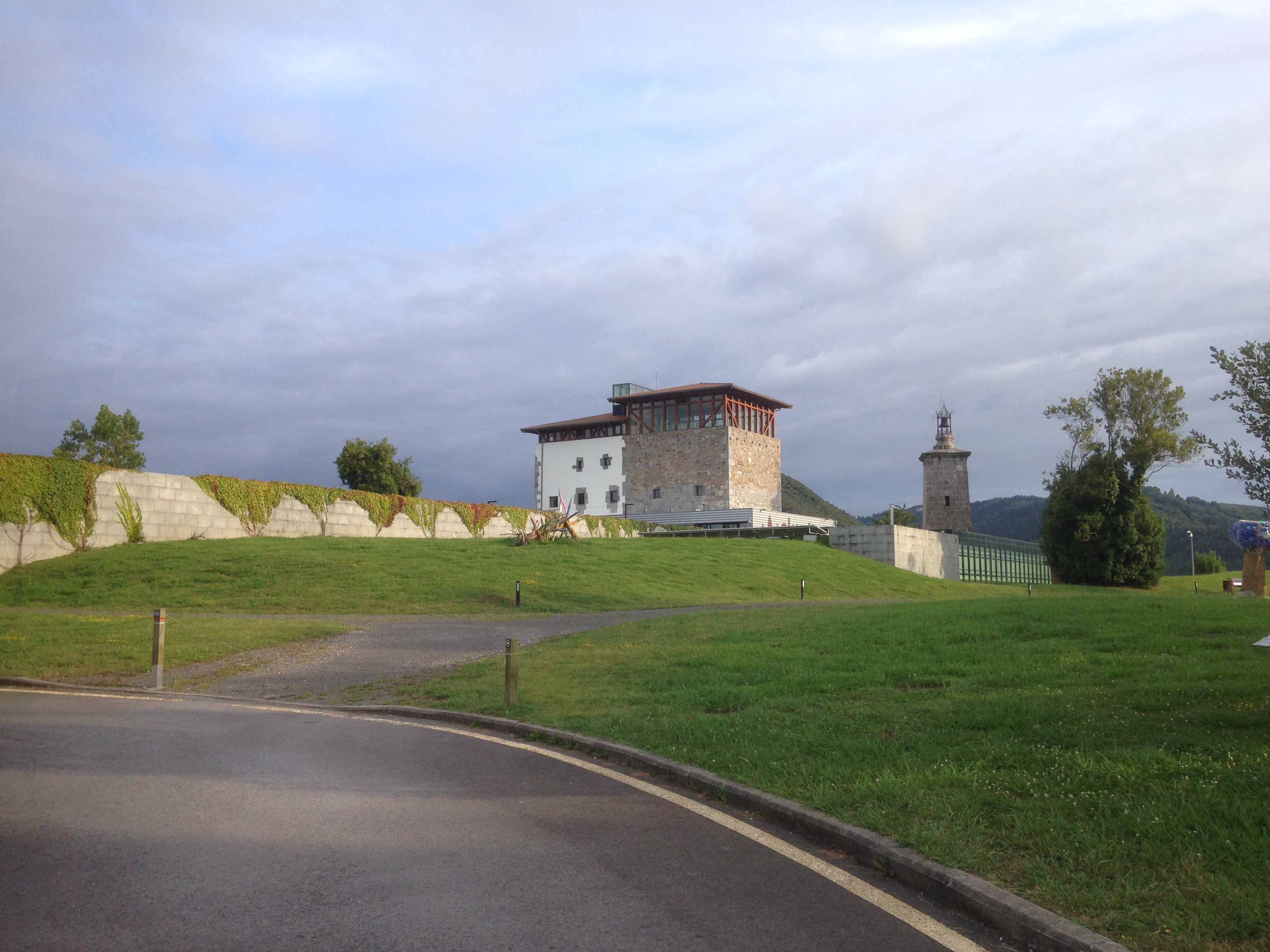
Torre de Madariaga

Situada en la localidad de Busturia en lo alto de una pequeña colina de donde se divisa toda el área del estuario y el camino que enlaza Guernica con Bermeo es un edificio defensivo bajomedieval probablemente construida entre los siglos XIV y XV en relación con las Guerras de Bandos. López García de Salazar en su obra "Bienandanzas e fortunas" señala que 

el solar de los Madariaga se traslado desde Ugarte a Busturia, cuando los gamboinos quemaron la casa torre que el linaje tenía en Ugarte.

El actual conjunto se alza alrededor de la torre original de planta cuadrada realizada en sillejo de caliza con un friso de canes en la parte alta de la fachada. La planta tiene 8,5 metros de lado con muros de 130 Cm de espesor y una altura de dos plantas, unos 8 metros. Cuenta con 10 vanos, 2 saeteras en la cara sur, tres en la oeste y otras tres en la norte. Las saeteras son abocinadas en el interior y ofrecen luz y posibilidad de defensa. En el lado este hay dos vanos de acceso, uno en la planta bajo hacia el lado sur y otro en la primera planta hacia el lado norte, ambos protegidos por sendos patines. 
En el siglo XV o XVI se realiza un remodelación de la estructura en altura mediante una construcción de calidad inferior, realizada en mampostería irregular de cantos de caliza con muros que van adelgazando en altura. Hay una serie de 7 ménsulas en el exterior de cada cara sobre las que posiblemente se apoyó un tejado. Posiblemente la torre fue desmochada.
A finales del siglo XVIII y principios del siglo XIX se construye sobre los lados este y norte de la torre, destruyendo los patines de defensa de las entradas, un nuevo edificio de tipo palaciego, hecho en mampostería irregular enlucida de caliza con esquinales y confrontación de vanos en sillería bien trabajada. En cada lado se realiza un edificio independiente, sin comunicación interna alguna. Sobre el bloque norte se construyó posteriormente un caserío, sobre el este, que contaba en origen con planta baja, primera planta y bajocubierta, a la que se añadió un piso más.
En el siglo XIX se construye sobre el lado norte un caserío de dos plantas y bajocubierta realizado en mampostería de muy baja calidad y sillería en los esquinales. El caserío, que mantiene un horno del antiguo palacio, se apoya en el muro de la torre que utiliza, modificándolo, para apoyar pisos y tejados. Se hace un nuevo acceso al interior de la torre desde esta construcción. En este tiempo, sobre 1870, en el conjunto de edificios que conformaban la torre se había habilitadas cuatro viviendas independientes. Tiempo después se ampliaría este caserío con un nuevo anexo en la parte noroeste.
Junto al conjunto de la torre se levantó en el siglo XIX la conocida como Torre del reloj. Es un edificio neoclásico troncopiramidal que recuerda a un faro coronada por una campana y con un enorme reloj mirando al núcleo urbano.  Se cree que fue obra de Antonio Goycoechea. Se realizó por orden de Juan José de Amunátegui en 1852 quien la donó al pueblo de Busturia tal y como reza la inscripción que se halla sobre la entrada. A finales de 1857, el Ayuntamiento de Busturia, acordó rendirle un pequeño homenaje por haberlo construido a su costa y habérselo donado al pueblo. En 1890 una Real Orden permite que el alcalde de Busturia cediera a la Comunidad de Religiosas del Sagrado Corazón de Jesús, con el fin de que construyeran un convento destinado a colegio, la torre el terreno y el camino.
Centro de Biodiversidad de Euskadi "Ekoetxea"

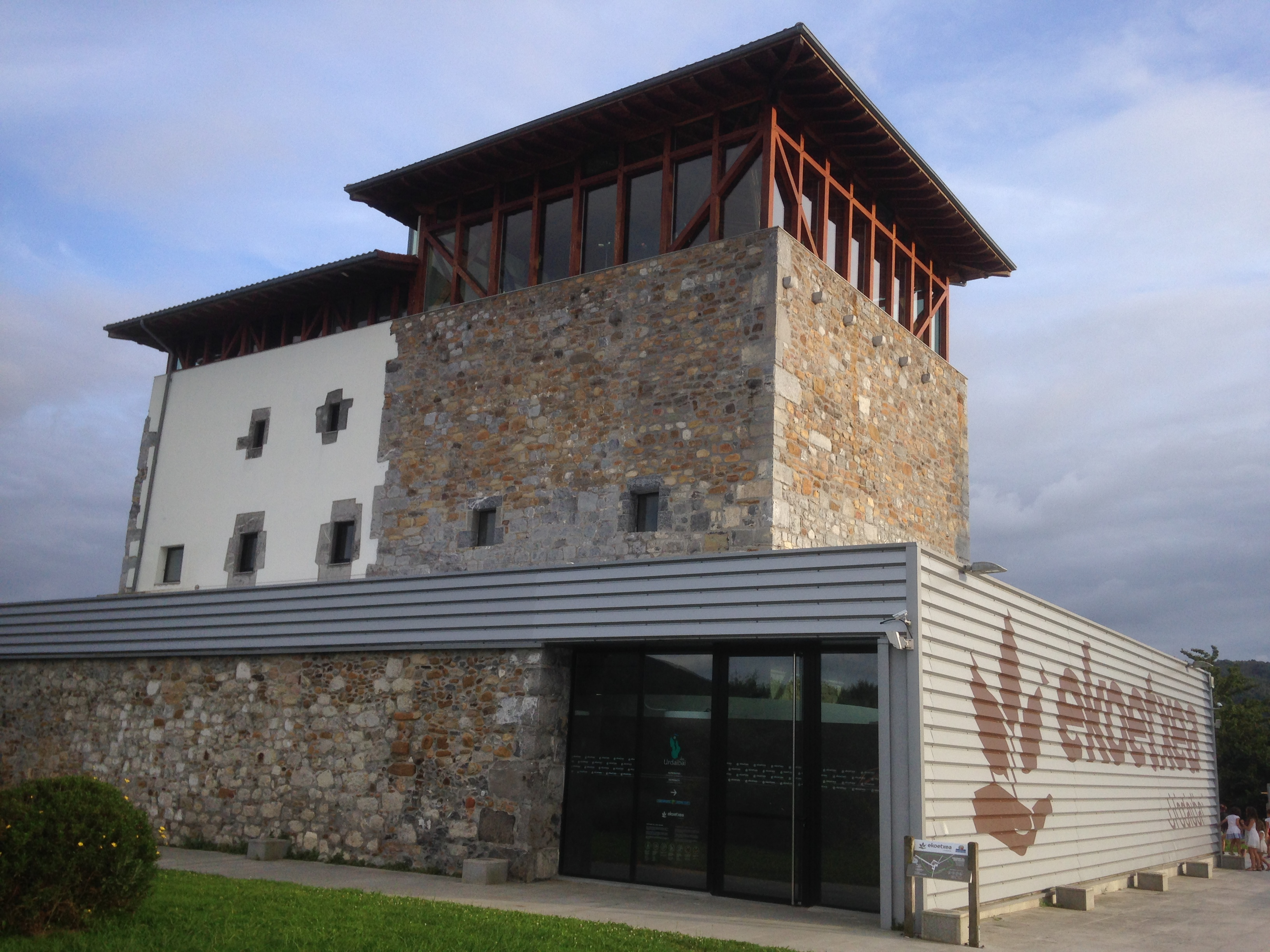
Torre de madariaga. Ekoetxea.

En junio de 2008 se abrió al público por iniciativa del Departamento de Medio Ambiente y Política Territorial del Gobierno Vasco, que es gestionado por la sociedad pública de gestión ambiental, Ihobe el Centro de Biodiversidad de Euskadi "Ekoetxea que se ubicó en la remozada torre Madariaga. En el año 2011 se abre un servicio de restaurante y cafetería y en el 2015 se traslada al esta infraestructura las dependencias del Patronato al Centro de Biodiversidad convirtiendo a estas instalaciones en la principal puerta de entrada de los visitantes a la Reserva de la biosfera de Urdaibai. Las instalaciones cuentan con sistemas eficientes y ecológicos de obtención de energía, como la calefacción geotérmica puesta en marcha en 2015 o una instalación de paneles fotovoltaicos.
La finalidad del Centro de la Biodiversidad de Euskadi se la de fomentar la difusión y puesta en valor de la naturaleza y la biodiversidad en el País Vasco. Se ubica en una de las zonas del País Vasco con mayor cantidad de ecosistemas y biodiversidad.
El centro cuenta con un área de expositiva permanente, y un espacio para exposiciones temporales. Un mirador observatorio de la marisma y unas instalaciones destinadas a la realización de congresos, talleres de educación y formación.
Tiene un programa de actividades que fomentan el conocimiento de la biodiversidad, la valoración social del patrimonio natural, la toma de conciencia de pertenencia a la naturaleza y la relevancia de la Reserva de la biosfera de Urdaibai como lugar privilegiado por la gran variedad de ecosistemas.

### Cultura
La cultura de la comarca de Busturialdea hunde sus raíces en la tradición del pueblo vasco. El euskera es la lengua popular hablada intensamente por los habitantes de estas tierras junto al castellano. En euskera se ha desarrollado la cultura popular, en especial en las áreas rurales. Unida a la lengua se desarrolla una compleja mitología que transciende al cristianismo (véase Mitología vasca). La religiosidad de los habitantes de estos lares, devotos católicos hasta finales del siglo XX, ha sido acicate del mantenimiento de una serie de costumbres que han marcado las danzas y bailes, las fiestas y los juegos.
- Cuentos y leyendas del Urdaibai.
- Refranes y dichos.

### Turismo
La zona de Urdaibai siempre ha sido uno de los destinos turísticos de Vizcaya. Las casas de baños de Pedernales han gozado de fama más allá del territorio vasco. Sus arenales han acogido a multitud de turistas y son las principales playas que usan los vizcaínos. Esto se ha venido a complementar con los valores naturales de la reserva de la biosfera y con la abundante historia que encierra la comarca atestiguada por sus yacimientos y monumentos.

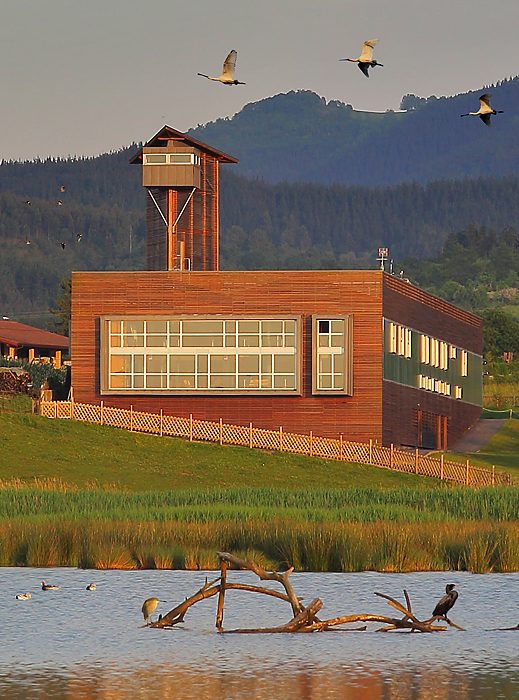
Laguna de Orueta

Las condiciones excepcionales para la práctica del surf ha convertido a Mundaca en uno de los centros importantes a nivel mundial para la práctica este deporte. Es interesante la feria del "primer lunes de octubre" de Guernica en donde tiene lugar una de las más famosas ferias agrícolas y ganaderas del País Vasco. Así como la feria del pescado "Arrain Azoka" de Bermeo, celebrada el penúltimo fin de semana de mayo y donde se exponen diferentes productos relacionados con el mar.
Para amantes del turismo de naturaleza, el humedal de Orueta en Gautegiz Arteaga se sitúa en un entorno de gran interés paisajístico al estar rodeados de un impresionante mosaico de bosques mixtos, robledales, encinares cantábricos y campiña atlántica en torno a la lámina de agua. Su situación dentro del contexto geográfico de la reserva de la biosfera es privilegiada, ya que se encuentran en una zona poco frecuentada en la margen derecha del interior del estuario, ya que a diferencia del entorno intermareal de esta ría, sufre una menor presión por parte de las actividades humanas, lo que se traduce en una importante presencia de aves acuáticas de manera estable durante todas las épocas del año. El humedal cuenta con un lezón o “muna” perimetral que lo protege de molestias externas y posibilita el mantenimiento de una lámina de agua estable conectada a las mareas. Al sur del humedal, se eleva el Urdaibai Bird Center, un equipamiento pionero que conjuga la investigación de las aves con la divulgación científica y las visitas al centro.

### Economía
La comarca de Busturialdea es el centro nuclear de Vizcaya. En ella se encuentra el símbolo de las libertades y carácter propio de los vizcaínos que se ha extendido a todos los vascos, el árbol de Guernica con su Casa de Juntas. Esta característica la hace particularmente relevante en el papel que ha mantenido en la organización social y política del País.
La comarca es especialmente activa, aún con una base rural amplia, y se ha destacado por el trabajo metalúrgico desde tiempos lejanos. El puerto de pesca de Bermeo se encuentra entre los más importantes de la cornisa Cantábrica y la industria que se ha desarrollado a orillas del Oka, no llegando a alcanzar el nivel de otros lugares de la provincia. El turismo, impulsado por los valores naturales de la reserva de la biosfera y por unas condiciones favorables para la práctica del surf, ocupa un lugar destacado en el desarrollo económico.
Ocupación por sectores
- Sector primario; ocupa al 14% de la población. La agricultura, ganadería, explotación forestal y pesca son los subsectores con más actividad. En Vizcaya este sector ocupa al 2% de la población. La producción agrícola se realiza en las pequeñas explotaciones del caserío y se destina al autoconsumo y a la venta en los mercados de la comarca. La ganadería es también de pequeña explotación y se centra en el ganado vacuno con la producción de leche y carne. La explotación forestal se desarrolla en el 60% del territorio de la reserva que se destina a la plantación de especies madereras. Bermeo copa el 60% de las capturas de pesca de Vizcaya.

- Sector secundario; 36% de los cuales 28% es industria y 8% construcción. El subsector principal es el metalúrgico y está centrado en Guernica. Destaca la industria de automoción. Hay industrias vinculadas con la pesca, la conserva y la construcción naval, como los astilleros Murueta, así como el tratamiento de la madera.

- Sector servicios; 50% de la ocupación de la mano de obra de la comarca. Se centra en Bermeo y Guernica así como en los pueblos del litoral en época veraniega atendiendo al turismo de playa. Hay una extensa red de alojamientos hosteleros de agroturismo.[63]

#### Desarrollo sostenible

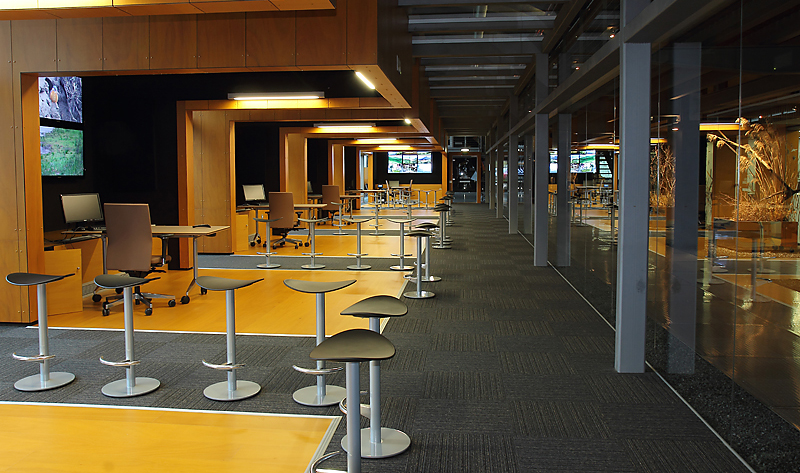
Instalaciones del Urdaibai Bird Center

La ley de desarrollo y protección de la Reserva de la biosfera de Urdaibai dice claramente que su objetivo es proteger toda la fauna, la flora y los ecosistemas de este territorio e impulsar su recuperación, teniendo en cuenta su especial importancia a nivel de naturaleza, ciencia, educación, cultura, ocio y socioeconomía. Para ello se diseñó y aprobó el Plan de Armonización y Desarrollo de las Actividades Socioeconómicas (PADAS), el cual hace las funciones de Agenda 21 Local. Se busca el lograr un desarrollo del medio rural basado en el cuidado de los valores naturales haciéndolo atractivo para su habitabilidad. Las producciones del sector primario deben dejar la mayor parte de su valor añadido en la comarca.
La industria debe ser respetuosa con el medio ambiente y recuperadora de espacios ya usados y degradados. El complemento turístico se basa en la promoción exterior y el aumento de visitantes haciendo que los benéficos se materialicen laboralmente. Ejemplo del compromiso institucional con el desarrollo sostenible es la restauración de la antigua fábrica conservera del municipio de Gautegiz Arteaga reconvertida en el Urdaibai Bird Center, museo y centro de investigación ornitológica de referencia en la comarca. Este equipamiento se encuentra construido sobre los pilares de un antiguo pabellón industrial que permaneció abandonado durante muchos años.

#### La cantera de Andrabide
Mundialmente conocido, el mármol rojo de Ereño, o "rojo de Bilbao", sigue apareciendo en los catálogos de la industria marmolera de todo el mundo aun cuando las canteras ya no son explotadas regularmente.
Ubicadas en el barrio de Andrabide de Gautéguiz de Arteaga, estas canteras han venido siendo explotadas desde el siglo I hasta el siglo XX formando parte del Patrimonio Histórico de Vizcaya. Ha habido varias explotaciones de este tipo en el área comprendida entre los municipios de Ereño y Gautéguiz de Arteaga. 
El mármol rojo de Ereño es una caliza arrecifal recristalizada con muchos restos de corales e impregnada de óxido de hierro. Su origen está en los sedimentos marinos del cretácico, cuando el área estaba cubierta por las aguas del mar.
La explotación se ha realizado mediante la utilización de cuñas, mazas, picos y palancas manejadas por personal experimentado y especialista, los llamados "sacadores". Más modernamente se cortaba el mármol con un cable de acero que corría por todo el frente de la cantera, cruzando la "plaza" de la misma de lado a lado de un cable de acero helicoidal, luego, para los cortes verticales, se perforaban huecos para cortar mediante explosión el bloque, obteniendo así los llamados los bloques rectangulares marmóreos. No se llegaron a utilizar en estas explotaciones los cortes por sierras y cables adiamantados.

#### El sel
En el territorio incluido bajo la protección de la reserva de la biosfera se ha dado una forma de ordenación del territorio característica, la forma de seles. Los seles (en singular, sel) son superficies circulares utilizadas para la explotación y el aprovechamiento óptimo de los recursos de un territorio. Su origen está relacionado con el aprovechamiento ganadero.
Los seles se construían de manera adecuada a las migraciones pastoriles y se solían abrir en el centro de los bosques. Se ordenaban alrededor de una piedra que marcaba el centro del área y a partir de ella se definía el espacio dedicado al pastoreo del ganado mayor. Hay seles de invierno y de verano. Los primeros tienen un radio de 251 m y los segundos de 187 m. Los de verano se llamaban korta nagusia (cuadra principal o mayor) y los de invierno korta erdia (cuadra media).
La utilización de los seles se remonta al siglo XII y ha ido variando con el tiempo. Los caseríos fueron ubicados en su interior.
En el Urdaibai hay todavía restos de antiguos seles que se aprecian desde el aire La huella de este tipo de ordenación, que marcaba la vegetación que se iba a desarrollar, es perdurable. Destacan los seles de las laderas de Arrola y Gastiburu en Arratzu.

## Organismos y legislación
En 1984 la Unesco nombró al estuario de Mundaca Reserva de la Biosfera y pasó a denominarse Reserva de la Biosfera de Urdaibai. En 1989 el Gobierno Vasco aprobó la Ley de Protección y Ordenación de la Reserva de la biosfera de Urdaibai y se comenzó a desarrollar la explotación racional y equilibrada de la misma. Para ello se crearon el órgano de gestión, el Patronato y, posteriormente, el órgano de colaboración, el Consejo de Cooperación. Se aprobaron como instrumentos de la gestión el Plan Rector de Uso y Gestión (PRUG) en 1994 (Decreto 242/1993, de 3 de agosto) y el Plan de Armonización y Desarrollo de las Actividades Socioeconómicas (PADAS) en 1998 (Decreto 258/1998, de 29 de septiembre) y en 1997 el Patronato aprobó el Plan de Manejo para la Interpretación, Investigación y la educación ambiental.
La Reserva de la biosfera de Urdaibai está adscripta a la Consejería de Medio Ambiente del Gobierno Vasco. Es el departamento de Medio Ambiente y Ordenación del Territorio de ese gobierno quien gestiona el personal y gastos presupuestarios de la Reserva y ejerce como representación institucional.

### El Patronato
El órgano rector de la Reserva de la biosfera de Urdaibai es el Patronato. Se creó por la Ley 5/1989, de 6 de julio, de Protección y Ordenación de la Reserva de la Biosfera de Urdaibai. El Patronato está formado por representantes del Parlamento Vasco, del Gobierno Vasco, de la Diputación Foral de Vizcaya, de los ayuntamientos afectados, de la Administración del Estado, representantes del programa Hombre y Biosfera de la Unesco, de la Universidad del País Vasco, representantes de las asociaciones ecologistas y conservacionistas del ámbito de la Reserva de Urdaibai y de asociaciones de Euskadi con una trayectoria acreditada en el estudio y protección del medio ambiente y el director Conservador de la Reserva. En enero de 1990 se constituía la institución concretándose la siguiente participación; un representante del Parlamento Vasco, cinco de la administración del Gobierno Vasco, tres de la Diputación Foral de Vizcaya, seis de los ayuntamientos de tienen terrenos en el área protegida, uno de la administración del Estado español, uno de la Universidad del País Vasco, uno del programa de la UNESCO Hombre y Biosfera, uno por las asociaciones ecologistas y conservacionistas del ámbito del área protegida, tres en representación de los sectores agrícola y forestal del área protegida, el presidente del Consejo de cooperación y el director - conservador de la Reserva de la biosfera de Urdaibai.
Las funciones que tiene el Patronato son:
- Administración del patrimonio de la Reserva de la biosfera de Urdaibai.
- Aprobar la memoria anual de actividades, los presupuestos y el informe de resultados, y elevar estos documentos a las administraciones.
- Promover normas y actuaciones en aras a una mayor y más eficaz defensa de los valores naturales del área protegida y realizar todas las acciones que estime que sean beneficiosas.
- Informar y velar por el cumplimiento del Plan Rector de Uso y Gestión y del programa de armonización y desarrollo de actividades y los planes sectoriales.
- Promover los planes sectoriales y su realización.
- Informar de los planes o programas de actuación que tengan influencia en el medio físico de la reserva.
- Informar de los proyectos de investigación.
- Informar sobre las construcciones, usos y aprovechamientos que se puedan dar en el área de la reserva y en especial en la zona de espacial protección, siempre a la luz del Plan Rector de Uso y Gestión. Si hay disconformidad el proyecto deberá ser modificado.
- Aprueba el reglamento de organización y funcionamiento del propio Patronato y determina que funciones se delegan en la Comisión Permanente.[69]

El patronato tiene su sede en el Palacio Udetxea en Guernica. En él se ubican los servicios técnicos y administrativos, el servicio de información y divulgación así como el de educación ambiental. Se organizan diversos actos como charlas y exposiciones y apoyo al sector escolar en materia de educación ambiental.
En el Palacio de Udetxea se ubica el centro de documentación especializado en temas de la reserva así como información general sobre medioambiente, desarrollo sostenible y temática similar.

### El Consejo de Cooperación
Se creó por el decreto 164/1995 con la finalidad de dar cauce de participación a otras entidades con representación social en el territorio de la Reserva de Uradibai y se organiza el 14 de febrero de 1995 a propuesta del Consejero de Ordenación del Territorio, Vivienda y Medio Ambiente, quedando adscrito al órgano ambiental del Gobierno Vasco.
Forman parte de este órgano las entidades vinculadas a la defensa y estudio de los valores naturales, sociales, económicos y culturales que estén radicadas dentro del área de la reserva del Urdaibai. El Director Conservador es quien hace de vínculo entre este órgano y el Patronato.

### El plan rector de uso y gestión
Es uno de los instrumentos que desarrolla la Ley de protección y ordenación de la Reserva de la biosfera de Uradibai. El primer plan rector se puso en vigor en diciembre de 1993 y fue modificado en el año 2003. El plan rector intenta consensuar a todos los afectados por la protección de la Reserva de la biosfera conservando el patrimonio natural y cultural del área protegida y permitiendo un desarrollo sostenible de sus habitantes. El plan rector es una herramienta de gestión y planificación territorial que permite conocer objetivos, instrumentos, zonificación y regulación del uso del suelo rústico protegido. El objeto del plan rector es proteger y recuperar el conjunto de ecosistemas que existen en el área protegida de la Reserva de la biosfera de Urdaibai, haciendo especial hincapié en las aguas (subterráneas y superficiales) y en las masas de vegetación autóctonas así como la de impulsar y promover un uso racional del suelo rural.
Consta de 133 artículos, disposiciones adicionales, transitorias y finales.  En él se contemplan las directrices generales de ordenación y uso, normas de gestión y actuación para la protección y recuperación de los valores naturales y la zonificación del área protegida definiendo diferentes grados de protección para cada una de ellas. Junto a la normativa escrita, el plan rector consta de cinco anexos, el primero sobre las directrices generales de la gestión de los recursos naturales, el segundo sobre las intervenciones constructivas, el tercero establece una relación de los bienes de interés cultural, el cuarto consiste en una documentación gráfica con planos de ordenación general y el quinto es el plano de delimitación de las unidades ambientales.
La primera parte trata de las disposiciones generales, definiendo el propio plan rector, el ámbito de aplicación, titularidades, etc.
El título segundo define los objetivos generales así como las estrategias y directrices a seguir. Los objetivos son los siguientes:
1. Preservar la conservación de los ecosistemas singulares del litoral, estuario y sistema kárstico.
2. Mantener la diversidad biológica, los recursos genéticos y la regulación ambiental.
3. Proteger conjuntos paisajísticos de valor.
4. Integrar los bienes históricos, artísticos y culturales.
5. Promocionar la investigación, interpretación y educación ambiental del patrimonio natural y cultural.
6. Favorecer ordenadamente el uso recreativo y turístico.
7. Apoyar el desarrollo rural mejorando la calidad de vida y el uso de los recursos naturales.
8. Luchar contra la erosión y mantener los ciclos hidrogeológicos.

Para ello se exponen una serie de estrategias y directrices a seguir.
El título tercero habla del desarrollo y ejecución del plan rector. Para ello define los planes de manejo y los programas integrados. Los planes de manejo son:
1. Plan de conservación e integración del patrimonio.
2. Plan de manejo de los recursos naturales.
3. Plan de promoción de actividades diversas.
4. Plan de interrelación, investigación y administración.

El título cuarto trata sobre las actuaciones directas en donde se define la norma de actuación directa en caso de que no haya plan de desarrollo determinado y también defienden los criterios para la elaboración de los planes de acción territorial. Se determina el uso del suelo calificando dos tipos de actos: actos de uso del suelo y actos de construcción. Los actos de construcción están perfectamente delimitados y regulados.
El título cinco está dedicado al régimen del suelo de la reserva de Urdaibai. En él se clasifica el suelo en diferentes áreas:
- Áreas de especial protección.
- Áreas de protección.
- Áreas de interés agrario.
- Áreas forestales.
- Áreas de núcleos de población
- Áreas de suelo rústico común.
- Áreas de sistemas.

El título sexto trata de las normas de ordenación directa y del uso del suelo. En él se define para cada área el uso que se le debe dar al suelo atendiendo al grado de protección y a la tipología del área concreta, así como lo relativo a la construcción.
El título séptimo trata sobre el régimen de actos de uso del suelo y de construcción en situación de fuera de ordenación y del régimen de usos tolerados. Se exponen los supuestos de fuera de ordenación y las intervenciones autorizables. También se clasifican los usos tolerados.
El título octavo hace referencia a los bienes de interés histórico artístico y cultural haciendo un catálogo de los mismos y determinando las normas de ordenación directa.
El título noveno trata del régimen de parcelación definiendo las parcelas y la forma de parcelación así como su uso y sus licencias. El último título, el décimo, es sobre el régimen de intervención administrativa donde se expone el sistema de autorizaciones e informes previos, el procedimiento de emisión de informes, las órdenes de ejecución y de la vigilancia ambiental.
Las disposiciones adicionales establecen que el plan se ejecuta sin perjuicio de las competencias del Territorio histórico de Vizcaya ni de los municipios, la aplicación de las leyes y ordenanzas de costas para la zona marítima-terrestre así como la coordinación con otros programas.
La disposición transitoria trata sobre la facultad de aprobación por el Patronato de los planes de manejo y programas, aun cuando el plan rector no haya sido aprobado. La disposición final hace mención al catálogo de bienes culturales que debe realizar el departamento de cultura del Gobierno Vasco y la coordinación de la diputación con el Patronato.
- Plan rector de uso y gestión de la Reserva de la biosfera de Urdaibai

### Figuras de protección
Las figuras de protección asociadas a la Reserva de la biosfera de Urdaibai son las siguientes:
- Reserva de la biosfera, declarada por el comité MAB de la Unesco en 1984.
- Declaración de Refugio de Caza, declarada por la Diputación Foral de Vizcaya en el decreto foral n.º 140/1987 en 1987.
- Declaración de Zona de Espacial Protección por el Parlamento Vasco mediante la Ley 5/1989 del 6 de julio de 1989.
- Inclusión en la Lista del Convenio Ramsar de Humedales de Importancia Internacional, por el Consejo de Ministros del gobierno español el 21 de febrero de 1992.
- Designación de zona ZEPA en virtud de la Directiva 79/409CEE en el año 1994.[8]

### Legislación
La legislación que rige la Reserva de la biosfera de Urdaibai es la siguiente:
- Ley 5/1989, de 6 de julio, de Protección y Ordenación de la Reserva de la biosfera de Urdaibai.[71]

- Decreto 313/1992, de 24 de noviembre,  que desarrolla la Ley de Protección y Ordenación de la Reserva de la biosfera de Urdaibai, sobre emisión de informes por el Patronato.[72]

- Decreto 242/1993, de 3 de agosto, que aprueba el Plan Rector de Uso y Gestión de la Reserva de la biosfera de Urdaibai.[73]

- Decreto 164/1995, de 14 de febrero, por el que se crea el Consejo de Cooperación de la Reserva de la biosfera de Urdaibai.[70]

modificaciones
- Decreto 27/2003, de 11 de febrero, por el que se aprueba el Plan Rector de Uso y Gestión de la Reserva de la biosfera de Urdaibai (PRUG).[74]

- Decreto 181/2003, de 22 de julio, por el que se modifica del Plan Rector de Uso y Gestión de la Reserva de la Biosfera de Urdaibai, para delimitar como área a Ordenar por el Planeamiento Urbanístico (OPU) el Barrio de Kanala.[75]

- Decreto 197/1997, de 29 de agosto, de modificación del Decreto de creación del Consejo de Cooperación de la Reserva de la biosfera de Urdaibai.[76]

- Decreto 258/1998, de 29 de septiembre, por el que se aprueba el programa de armonización y desarrollo de actividades socioeconómicas de la Reserva de la biosfera de Urdaibai.[77]

- Orden del 18 de noviembre de 2004, del Consejero de Ordenación del Territorio y Medio Ambiente, por la que se aprueba definitivamente el Plan de Acción Territorial de Encinares Cantábricos de la Reserva de la biosfera de Urdaibai.[78]

### Actuaciones y proyectos
Entre las labores que el Patronato tiene asignadas está la de impulsar la realización de proyectos de investigación y estudios, así como la de realizar diversas acciones encaminadas al beneficio de la reserva y al conocimiento público de sus valores naturales.
En cuanto a la investigación se han creado tres grandes grupos con varias líneas cada uno de ellos:
Análisis de los sistemas ecológicos y paisajísticos
Dentro de este grupo hay las siguientes líneas de actividad:
- Estudio y evaluación de la diversidad biológica, paisajística y de su percepción.
- Alteraciones del medio. Contaminación, evaluación y efectos. Restauración.
- Modelización del funcionamiento de los diferentes ecosistemas.
- Arqueología e historia.

Sustentabilidad y desarrollo
Dentro de este grupo hay las siguientes líneas de actividad:
- Indicadores de sustentabilidad.
- Modelos de gestión del territorio.
- Fórmulas de implantación de un modelo de desarrollo sostenible en la reserva de la biosfera.
- Implantación, seguimiento y evaluación de los planes de gestión.
- Dinamización social, haciendo especial hincapié en la educación ambiental.
- Resolución de conflictos sociales en materia de medio ambiente.

Gestión y administración
Dentro de este grupo se incluyen las siguientes líneas de actividad:
- Implantación, seguimiento y evaluación de los planes de gestión.
- Dinamización social, haciendo especial hincapié en la educación ambiental.
- Resolución de conflictos sociales en materia de medio ambiente.[79]

#### Proyectos realizados

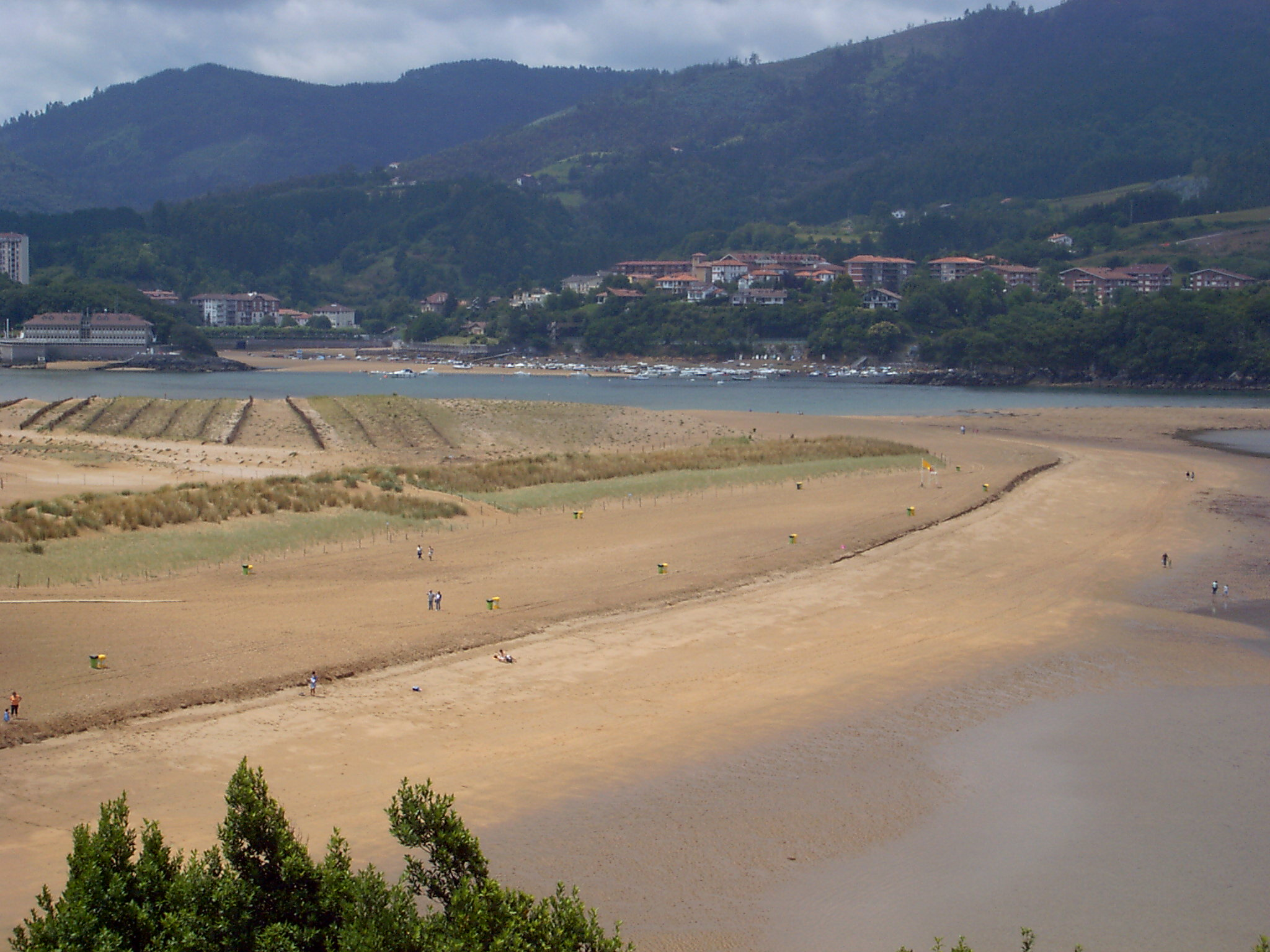
Vista de duna en recuperación.

Control de especies exóticas invasoras en Urdaibai
Realizado en 1993 por la Plataforma de Voluntariado Ambiental de Urdaibai-Urdaibako Galtzagorriak y coordinado por la Asociación Aixerreku, trató de limitar la expansión de especies colonizadoras procedentes de hábitat extraños y extranjeros. Estas especies provienen de diversos países del mundo y han llegado mediante la importación para jardines y el abandono de las tierras de cultivo. El proyecto buscaba la concienciación de los gestores y de la población en general sobre el problema.
Se realizaron dos acciones concretas y amplias:
- Elaboración y publicación de un manual de manejo de especies invasoras, en donde se identificaban estas y se exponían sus cualidades y efectos en el ecosistema. Trata sobre 20 especies diferentes.
- Acción directa sobre áreas contaminadas, limpieza manual mediante voluntarios de un área de 50m² contaminada por Bacharis halimifolia en el arenal de San Cristóbal de Busturia.

El Arenal de San Cristóbal
El arenal de San Cristóbal es uno de los lugares de asentamiento ornitológico más importante de la reserva. Por ello se proyectó la construcción de un observatorio de aves, construcción que se realizó mediante voluntarios, y la creación de un recorrido ecológico autoguiado, mediante paneles explicativos.
- Observatorio de aves de Urdaibai
- Itinerario ecológico autoguiado

Itinerario geológico de Urdaibai
En este proyecto se crearon una serie de recorridos por la Reserva de la biosfera de Urdaibai donde se señalaban sitios y lugares relevantes atendiendo a diferentes motivos, riqueza faunística, vegetal, características geológicas, etc.
Protección de sistema dunar de Laga
Dado el deterioro en que se encontraba el complejo dunar de Laga, como la mayoría de los del País Vasco, debido a la presión de la acción humana, se planteó su recuperación. En Laida el sistema dunar ya desapareció a mediados del siglo XX.
La acción se realizó en el año 2000 por la Federación de Voluntariado Ambiental de Urdaibai-Urdaibaiko Galtzagorriak y el Taller de Ecología de Gernika-Lumo. Se ejecutó entre enero y agosto de ese año, actuando en el área en julio y agosto. Se desarrollaron las siguientes acciones:
- Diseño de los accesos, para evitar el mayor deterioro de las dunas. Se realizó un complejo de caminos basados en corredores de madera. A la entrada de los mismos se exponen carteles explicativos.

- Protección de las estructuras dunares. Se cercó el área de dunas para impedir que el público pudiera acceder a ellas, facilitar el desarrollo de las plantas y estabilizar las dunas embrionarias.

- Información y divulgación. Se colocaron carteles explicativos en diversos lugares de la playa y se editó un tríptico divulgativo sobre la riqueza natural del complejo dunar.[81]

- Cartel Explicativo de la recuperación de las dunas de Laga (enlace roto disponible en Internet Archive; véase el historial, la primera versión y la última).